# Championnat européen des nations de rugby à XV 2012-2014
Navigation
Championnat 2010-2012 Championnat 2014-2016
Le Championnat européen des nations de rugby à XV 2012-2014 est une compétition qui réunit les nations membres de la FIRA-AER qui ne participent pas au Tournoi des Six Nations. 36 nations sont réparties en sept divisions. Cette édition sert de support aux qualifications de la Coupe du monde de rugby 2015. La compétition est remportée par la Géorgie.

## Équipes engagées
L'Arménie se retire de la compétition mais est remplacée par la Turquie.
| Division 1A - Géorgie - Roumanie - Espagne - Russie - Portugal - Belgique | Division 1B - Ukraine - Pologne - Moldavie - Allemagne - République tchèque - Suède |

| Division 2A - Pays-Bas - Lituanie - Malte - Croatie - Suisse | Division 2B - Lettonie - Andorre - Serbie - Israël - Danemark | Division 2C - Slovénie - Autriche - Chypre - Bulgarie - Hongrie | Division 2D - Norvège - Grèce - Luxembourg - Bosnie-Herzégovine - Finlande |  |

Division 3
- Slovaquie
- Azerbaïdjan
- Turquie

## Règlement

### Attribution des points
- Le système d'attribution des points est le suivant :
  - Vainqueur du match: 4 points
  - Match nul : 2 point
  - Perdant du match: 0 points
  - 4 essais ou plus marqués : 1 point (bonus offensif)
  - Match perdu de 7 points ou moins : 1 point (bonus défensif)

### Départage des équipes
- En cas d'égalité, les critères suivants départagent les équipes :

1. Confrontations directes
2. Points pris lors des confrontations directes
3. Plus grand nombre d’essais inscrits lors des confrontations directes
4. Plus grand nombre de points inscrits lors des confrontations directes
5. Différence de points générale
6. Plus grand nombre d’essais dans toutes les rencontres de la poule
7. Plus grand nombre de points dans toutes les rencontres de la poule

### Promotions et relégations
- Système des championnats : Schéma montées-descentes
  - Dans la Division 1A, le dernier descend en Division 1B.
  - Dans les Divisions 1B, 2A, 2B, 2C et 2D, le premier monte en Division supérieure et le dernier descend en Division inférieure.
  - Dans la Division 3, le premier monte en Division 2D.

- Barrages promotion-relégation :
  - Ils se disputent en match simple chez les 2e.
    - Le 4e de Division 2A affronte le 2e de Division 2B.
    - Le 4e de Division 2B affronte le 2e de Division 2C.
    - Le 4e de Division 2C affronte le 2e de Division 2D.

## Division 1A

### Classement
| Rang | Pays         | J  | V | N | D | Bo | Bd | Pm  | Pe  | Diff | Pts |
| ---- | ------------ | -- | - | - | - | -- | -- | --- | --- | ---- | --- |
| 1    | Géorgie (T)  | 10 | 9 | 1 | 0 | 3  | 0  | 286 | 106 | +180 | 41  |
| 2    | Roumanie     | 10 | 8 | 1 | 1 | 4  | 0  | 242 | 106 | +136 | 38  |
| 3    | Russie       | 10 | 6 | 0 | 4 | 4  | 0  | 219 | 249 | -30  | 28  |
| 4    | Espagne      | 10 | 2 | 2 | 6 | 0  | 3  | 159 | 243 | -84  | 15  |
| 5    | Portugal     | 10 | 2 | 1 | 7 | 0  | 1  | 145 | 222 | -77  | 12  |
| 6    | Belgique (P) | 10 | 0 | 1 | 9 | 1  | 3  | 134 | 259 | -125 | 6   |

|  | Vainqueur du championnat (no 1).             |
|  | Relégué en Division 1B (no 6).               |
|  | T : tenant du titre 2012 • P : promu en 2012 |

### Résultats détaillés

#### Tableau des résultats
| Pays     | BEL   | ESP   | GEO   | POR   | ROU   | RUS   |
| -------- | ----- | ----- | ----- | ----- | ----- | ----- |
| Belgique |       | 21-21 | 13-17 | 6-19  | 14-32 | 20-34 |
| Espagne  | 11-6  |       | 17-24 | 9-9   | 15-25 | 25-28 |
| Géorgie  | 35-0  | 61-18 |       | 25-12 | 22-9  | 36-10 |
| Portugal | 18-12 | 24-28 | 9-34  |       | 13-19 | 23-31 |
| Roumanie | 29-10 | 32-6  | 9-9   | 24-0  |       | 29-14 |
| Russie   | 43-32 | 13-9  | 9-23  | 34-18 | 3-34  |       |

|  | Victoire à domicile |  | Match nul |  | Défaite à domicile |

#### Détail des résultats

##### Matchs aller
| 2 février 2013 | Portugal                                                                                  | 13 - 19 (3 - 9) | Roumanie                                                                                                  | Estádio Universitário de Lisboa, Lisbonne 3 000 spectateurs Arbitre : Neil Hennessy |
| 2 février 2013 | Essai(s) : 1 Bardy (63e) Transformation(s) : 1 Leal (63e) Pénalité(s) : 2 Leal (24e, 69e) | Rapport         | Essai(s) : 1 Căpățână (75e) Transformation(s) : 1 Vlaicu (75e) Pénalité(s) : 4 Vlaicu (5e, 29e, 35e, 51e) | Estádio Universitário de Lisboa, Lisbonne 3 000 spectateurs Arbitre : Neil Hennessy |
| 2 février 2013 |                                                                                           | Rapport         | | Estádio Universitário de Lisboa, Lisbonne 3 000 spectateurs Arbitre : Neil Hennessy |

| 2 février 2013 | Russie                                                                                                   | 13 - 9 (7 - 3) | Espagne                                                | Sochi Central Stadium, Sotchi 300 spectateurs Arbitre : David Wilkinson |
| 2 février 2013 | Essai(s) : 1 Babaev (11e) Transformation(s) : 1 Klyuchnikov (12e) Pénalité(s) : 2 Klyuchnikov (59e, 71e) | Rapport        | Pénalité(s) : 1 Nava (14e) Drop(s) : 2 Nava (45e, 54e) | Sochi Central Stadium, Sotchi 300 spectateurs Arbitre : David Wilkinson |
| 2 février 2013 | | Rapport        |                                                        | Sochi Central Stadium, Sotchi 300 spectateurs Arbitre : David Wilkinson |

| 2 février 2013 | Belgique                                                                                                | 13 - 17 (10 - 3) | Géorgie | Stade du petit Heysel, Bruxelles 4 000 spectateurs Arbitre : Matteo Liperini |
| 2 février 2013 | Essai(s) : 1 Miriallakis (23e) Transformation(s) : 1 Williams (24e) Pénalité(s) : 2 Williams (39e, 43e) | Rapport          | Essai(s) : 2 Gorgodze (50e), Chilachava (71e) Transformation(s) : 2 Kvirikashvili (50e, 71e) Pénalité(s) : 1 Kvirikashvili (27e) | Stade du petit Heysel, Bruxelles 4 000 spectateurs Arbitre : Matteo Liperini |
| 2 février 2013 | | Rapport          | | Stade du petit Heysel, Bruxelles 4 000 spectateurs Arbitre : Matteo Liperini |

| 9 février 2013 | Géorgie | 25 - 12 (7 - 3) | Portugal                                 | Stade Mikhaïl-Meskhi, Tbilissi Arbitre : Gia Amirkhanashvili |
| 9 février 2013 | Essai(s) : 3 Khmaladze (3e), Zibzibadze (64e, 79e) Transformation(s) : 2 Kvirikashvili (3e, 80e) Pénalité(s) : 2 Kvirikashvili (59e, 72e) | Rapport         | Pénalité(s) : 4 Leal (8e, 55e, 60e, 70e) | Stade Mikhaïl-Meskhi, Tbilissi Arbitre : Gia Amirkhanashvili |
| 9 février 2013 | | Rapport         |                                          | Stade Mikhaïl-Meskhi, Tbilissi Arbitre : Gia Amirkhanashvili |

| 9 février 2013 | Roumanie | 29 - 14 (6 - 11) | Russie                                                                   | Stade Arcul de Triumf, Bucarest 2 500 spectateurs Arbitre : Luke Pearce |
| 9 février 2013 | Essai(s) : 2 Dascalu (58e), Vlaicu (79e) Transformation(s) : 2 Vlaicu (58e, 79e) Pénalité(s) : 5 Vlaicu (7e, 38e, 44e, 71e, 75e) | Rapport          | Essai(s) : 1 Gerasimov (15e) Pénalité(s) : 3 Klyuchnikov (13e, 40e, 49e) | Stade Arcul de Triumf, Bucarest 2 500 spectateurs Arbitre : Luke Pearce |
| 9 février 2013 | | Rapport          |                                                                          | Stade Arcul de Triumf, Bucarest 2 500 spectateurs Arbitre : Luke Pearce |

| 9 février 2013 15 h | Belgique | 21 - 21 (13 - 8) | Espagne | Stade du petit Heysel, Bruxelles Arbitre : Stephan Pomarede |
| 9 février 2013 15 h | Essai(s) : 2 de Molder (23e), Piron (50e) Transformation(s) : 1 Williams (23e) Pénalité(s) : 3 Williams (3e, 7e, 75e) | Rapport          | Essai(s) : 2 Tudela (4e), Carter (71e) Transformation(s) : 1 Carrión (71e) Pénalité(s) : 3 Carrión (38e, 57e, 64e) | Stade du petit Heysel, Bruxelles Arbitre : Stephan Pomarede |
| 9 février 2013 15 h | | Rapport          | | Stade du petit Heysel, Bruxelles Arbitre : Stephan Pomarede |

| 23 février 2013 | Russie                                                             | 9 - 23 (3 - 6) | Géorgie | Sochi Central Stadium, Sotchi Arbitre : Laurent Cardona |
| 23 février 2013 | Pénalité(s) : 3 Klyuchnikov (6e), Yanyushkin (66e), Sugrobov (76e) | Rapport        | Essai(s) : 2 Kolelishvili (59e), Kubriashvili (80e) Transformation(s) : 2 Kvirikashvili (60e, 80e+1) Pénalité(s) : 3 Kvirikashvili (11e, 25e, 71e) | Sochi Central Stadium, Sotchi Arbitre : Laurent Cardona |
| 23 février 2013 |                                                                    | Rapport        | | Sochi Central Stadium, Sotchi Arbitre : Laurent Cardona |

| 23 février 2013 | Espagne                                                                                                   | 15 - 25 (3 - 19) | Roumanie | Complejo Deportivo Las Mestas, Gijón 3 000 spectateurs Arbitre : Giuseppe Vivarini |
| 23 février 2013 | Essai(s) : 2 Pardo (45e), Sempere (78e) Transformation(s) : 1 Simpson (46e) Pénalité(s) : 1 Simpson (18e) | Rapport          | Essai(s) : 1 Fercu (20e) Transformation(s) : 1 Vlaicu (21e) Pénalité(s) : 6 Vlaicu (7e, 11e, 15e, 27e, 48e, 66e) | Complejo Deportivo Las Mestas, Gijón 3 000 spectateurs Arbitre : Giuseppe Vivarini |
| 23 février 2013 | | Rapport          | | Complejo Deportivo Las Mestas, Gijón 3 000 spectateurs Arbitre : Giuseppe Vivarini |

| 23 février 2013 | Portugal                                                                                     | 18 - 12 (8 - 9) | Belgique                                    | Estádio Universitário de Lisboa, Lisbonne 2 310 spectateurs Arbitre : Vlad Iordachescu |
| 23 février 2013 | Essai(s) : 2 Foro (17e, 61e) Transformation(s) : 1 Leal (62e) Pénalité(s) : 2 Leal (6e, 76e) | Rapport         | Pénalité(s) : 4 Williams (4e, 8e, 40e, 70e) | Estádio Universitário de Lisboa, Lisbonne 2 310 spectateurs Arbitre : Vlad Iordachescu |
| 23 février 2013 |                                                                                              | Rapport         |                                             | Estádio Universitário de Lisboa, Lisbonne 2 310 spectateurs Arbitre : Vlad Iordachescu |

| 9 mars 2013 | Géorgie | 61 - 18 (30 - 6) | Espagne | Stade Mikhaïl-Meskhi, Tbilissi 7 000 spectateurs Arbitre : Stuart Gaffikin |
| 9 mars 2013 | Essai(s) : 8 Basilaia (22e, 63e), Sharikadze (26e), Khmaladze (33e), Machkhaneli (46e), Kakovin (49e), Mchedlidze (69e, 79e) Transformation(s) : 6 Kvirikashvili (22e, 26e, 33e, 63e, 69e), Tsiklauri (79e) Pénalité(s) : 3 Kvirikashvili (8e, 21e, 31e) | Rapport          | Essai(s) : 2 Tudela (57e), Carter (67e) Transformation(s) : 1 Simpson (57e) Pénalité(s) : 2 Simpson (5e, 11e) | Stade Mikhaïl-Meskhi, Tbilissi 7 000 spectateurs Arbitre : Stuart Gaffikin |
| 9 mars 2013 | | Rapport          | | Stade Mikhaïl-Meskhi, Tbilissi 7 000 spectateurs Arbitre : Stuart Gaffikin |

| 9 mars 2013 | Portugal                                                                                | 23 - 31 (18 - 10) | Russie | Estádio Municipal Sérgio Conceição, Coimbra Arbitre : Jean-Pierre Matheu |
| 9 mars 2013 | Essai(s) : 1 Esteves (55e) Pénalité(s) : 6 Leal (4e, 17e, 32e), Marques (21e, 30e, 38e) | Rapport           | Essai(s) : 4 Ostroushko (22e), Koulemine (45e), Temnov (48e), Artemiev (65e) Transformation(s) : 4 Yanyushkin (22e, 45e, 48e), Sugrobov (65e) Pénalité(s) : 1 Yanyushkin (8e) | Estádio Municipal Sérgio Conceição, Coimbra Arbitre : Jean-Pierre Matheu |
| 9 mars 2013 |                                                                                         | Rapport           | | Estádio Municipal Sérgio Conceição, Coimbra Arbitre : Jean-Pierre Matheu |

| 9 mars 2013 | Belgique                                                             | 14 - 32 (9 - 15) | Roumanie | Stade du petit Heysel, Bruxelles Arbitre : Andy Ireland |
| 9 mars 2013 | Essai(s) : 1 de Molder (64e) Pénalité(s) : 3 Williams (2e, 29e, 39e) | Rapport          | Essai(s) : 4 Radoi (3e), de pénalité (35e), Macovei (41e), Dimofte (55e) Transformation(s) : 3 Vlaicu (35e, 41e, 55e) Pénalité(s) : 2 Vlaicu (14e), Dimofte (71e) | Stade du petit Heysel, Bruxelles Arbitre : Andy Ireland |
| 9 mars 2013 |                                                                      | Rapport          | | Stade du petit Heysel, Bruxelles Arbitre : Andy Ireland |

| 16 mars 2013 | Roumanie                               | 9 - 9 (6 - 6) | Géorgie                                      | Stade Arcul de Triumf, Bucarest 4 000 spectateurs Arbitre : Ian Davies |
| 16 mars 2013 | Pénalité(s) : 3 Vlaicu (15e, 20e, 52e) | Rapport       | Pénalité(s) : 3 Kvirikashvili (7e, 30e, 44e) | Stade Arcul de Triumf, Bucarest 4 000 spectateurs Arbitre : Ian Davies |
| 16 mars 2013 |                                        | Rapport       |                                              | Stade Arcul de Triumf, Bucarest 4 000 spectateurs Arbitre : Ian Davies |

| 16 mars 2013 | Espagne                                       | 9 - 9 (6 - 0) | Portugal                                     | Estadio Multiusos de San Lázaro, Saint-Jacques-de-Compostelle 3 500 spectateurs Arbitre : Cédric Marchat |
| 16 mars 2013 | Pénalité(s) : 3 Simpson (3e, 80e), Nava (16e) | Rapport       | Pénalité(s) : 3 Leal (46e, 69e), Marques 62e | Estadio Multiusos de San Lázaro, Saint-Jacques-de-Compostelle 3 500 spectateurs Arbitre : Cédric Marchat |
| 16 mars 2013 |                                               | Rapport       |                                              | Estadio Multiusos de San Lázaro, Saint-Jacques-de-Compostelle 3 500 spectateurs Arbitre : Cédric Marchat |

| 16 mars 2013 | Russie | 43 - 32 (17 - 13) | Belgique | Sochi Central Stadium, Sotchi Arbitre : Claudio Blessano |
| 16 mars 2013 | Essai(s) : 7 Gresev (7e), Koulemine (21e, 66e), de pénalité (36e), Gerasimov (48e), Temnov (53e), G.Tsnobiladze (80e+3) Transformation(s) : 4 Klyuchnikov (36e, 48e, 66e, 80e+3) | Rapport           | Essai(s) : 4 Miriallakis (17e), Nana (62e), Berger (69e), de pénalité (80e) Transformation(s) : 3 Fierro (17e, 70e, 80e) Pénalité(s) : 2 Fierro (11e, 38e) | Sochi Central Stadium, Sotchi Arbitre : Claudio Blessano |
| 16 mars 2013 | | Rapport           | | Sochi Central Stadium, Sotchi Arbitre : Claudio Blessano |

##### Matchs retour
| 1er février 2014 | Roumanie | 24 - 0 (16 - 0) | Portugal | Cluj Arena, Cluj-Napoca Arbitre : Sean Gallagher |
| 1er février 2014 | Essai(s) : 2 Radoi (34e), Gal (60e) Transformation(s) : 1 Vlaicu (35e) Pénalité(s) : 4 Vlaicu (8e, 31e, 40e, 42e) | Rapport         |          | Cluj Arena, Cluj-Napoca Arbitre : Sean Gallagher |
| 1er février 2014 | | Rapport         |          | Cluj Arena, Cluj-Napoca Arbitre : Sean Gallagher |

| 1er février 2014 | Espagne | 25 - 28 (11 - 23) | Russie | Stade national complutense, Madrid 3 000 spectateurs Arbitre : Lloyd Linton |
| 1er février 2014 | Essai(s) : 3 Feijoo (34e), Cook (65e), Gibouin (78e) Transformation(s) : 2 Peluchon (66e, 79e) Pénalité(s) : 2 Peluchon (16e, 40e) | Rapport           | Essai(s) : 3 Makovetskiy (19e), Ostreïkov (24e), Kushnarev (71e) Transformation(s) : 2 Kushnarev (20e, 25e) Pénalité(s) : 2 Kushnarev (10e, 27e, 30e) | Stade national complutense, Madrid 3 000 spectateurs Arbitre : Lloyd Linton |
| 1er février 2014 | | Rapport           | | Stade national complutense, Madrid 3 000 spectateurs Arbitre : Lloyd Linton |

| 1er février 2014 | Géorgie | 35 - 0 (25 - 0) | Belgique | Avchala Rugby Stadium, Tbilissi Arbitre : Vlad Iordachescu |
| 1er février 2014 | Essai(s) : 6 Mikautadze (6e), Kvirikashvili (9e, 31e), Sharikadze (20e), Machkhaneli (55e), Chkhaidze (65e) Transformation(s) : 1 Kvirikashvili (10e) Pénalité(s) : 1 Kvirikashvili (40e) | Rapport         |          | Avchala Rugby Stadium, Tbilissi Arbitre : Vlad Iordachescu |
| 1er février 2014 | | Rapport         |          | Avchala Rugby Stadium, Tbilissi Arbitre : Vlad Iordachescu |

| 8 février 2014 | Portugal                                   | 9 - 34 (3 - 17) | Géorgie | Estádio Universitário de Lisboa, Lisbonne Arbitre : Cédric Marchat |
| 8 février 2014 | Pénalité(s) : 3 Bettencourt (2e, 43e, 51e) | Rapport         | Essai(s) : 3 Zibzibadze (39e), Kvirikashvili (60e), Kacharava (72e) Transformation(s) : 2 Kvirikashvili (61e, 73e) Pénalité(s) : 5 Kvirikashvili (9e, 16e, 20e, 27e, 45e) | Estádio Universitário de Lisboa, Lisbonne Arbitre : Cédric Marchat |
| 8 février 2014 |                                            | Rapport         | | Estádio Universitário de Lisboa, Lisbonne Arbitre : Cédric Marchat |

| 8 février 2014 | Russie                          | 3 - 34 (3 - 10) | Roumanie | Gazprom Yamal Health Resort, Nebug 250 spectateurs Arbitre : David Wilkinson |
| 8 février 2014 | Pénalité(s) : 1 Kushnarev (12e) | Rapport         | Essai(s) : 4 Burcea (40e), Lucaci (44e), Dumitru (69e), Manole (80e) Transformation(s) : 3 Vlaicu (40e, 56e, 71e), Calafeteanu (80e) Pénalité(s) : 2 Vlaicu (9e, 44e) | Gazprom Yamal Health Resort, Nebug 250 spectateurs Arbitre : David Wilkinson |
| 8 février 2014 |                                 | Rapport         | | Gazprom Yamal Health Resort, Nebug 250 spectateurs Arbitre : David Wilkinson |

| 8 février 2014 | Espagne                                                     | 11 - 6 (5 - 3) | Belgique                            | Stade national complutense, Madrid 2 500 spectateurs Arbitre : Marius Mitrea |
| 8 février 2014 | Essai(s) : 1 Negrillo (39e) Pénalité(s) : 2 Snee (48e, 59e) | Rapport        | Pénalité(s) : 2 Williams (36e, 44e) | Stade national complutense, Madrid 2 500 spectateurs Arbitre : Marius Mitrea |
| 8 février 2014 |                                                             | Rapport        |                                     | Stade national complutense, Madrid 2 500 spectateurs Arbitre : Marius Mitrea |

| 22 février 2014 | Géorgie | 36 - 10 (10 - 7) | Russie                                                                                         | Stade Boris-Paichadze, Tbilissi 45 000 spectateurs Arbitre : Alexandre Ruiz |
| 22 février 2014 | Essai(s) : 5 Zirakashvili (26e), Kolelishvili (41e), Gorgodze (51e), Zibzibadze (70e), de pénalité (80e) Transformation(s) : 4 Kvirikashvili (27e, 42e, 51e, 80e) Pénalité(s) : 1 Kvirikashvili (21e) | Rapport          | Essai(s) : 1 Ostreïkov (11e) Transformation(s) : 1 Kushnarev 13e Pénalité(s) : 1 Kushnarev 55e | Stade Boris-Paichadze, Tbilissi 45 000 spectateurs Arbitre : Alexandre Ruiz |
| 22 février 2014 | | Rapport          |                                                                                                | Stade Boris-Paichadze, Tbilissi 45 000 spectateurs Arbitre : Alexandre Ruiz |

| 22 février 2014 | Roumanie | 32 - 6 (13 - 3) | Espagne                          | Cluj Arena, Cluj-Napoca 6 000 spectateurs Arbitre : James McPhail |
| 22 février 2014 | Essai(s) : 4 de pénalité (40e), Dumitru (55e, 77e), Calafeteanu (65e) Transformation(s) : 3 Vlaicu (40e, 56e, 65e) Pénalité(s) : 2 Vlaicu (6e, 19e) | Rapport         | Pénalité(s) : 2 Malié (21e, 49e) | Cluj Arena, Cluj-Napoca 6 000 spectateurs Arbitre : James McPhail |
| 22 février 2014 | | Rapport         |                                  | Cluj Arena, Cluj-Napoca 6 000 spectateurs Arbitre : James McPhail |

| 22 février 2014 | Belgique                           | 6 - 19 (6 - 9) | Portugal                                                                          | Stade du petit Heysel, Bruxelles Arbitre : Neil Hennessy |
| 22 février 2014 | Pénalité(s) : 2 Williams (4e, 13e) | Rapport        | Essai(s) : 1 G.Uva (46e), Murray (74e) Pénalité(s) : 3 Bettencourt (6e, 24e, 32e) | Stade du petit Heysel, Bruxelles Arbitre : Neil Hennessy |
| 22 février 2014 |                                    | Rapport        |                                                                                   | Stade du petit Heysel, Bruxelles Arbitre : Neil Hennessy |

| 8 mars 2014 | Espagne | 17 - 24 (14 - 9) | Géorgie | Stade national complutense, Madrid 6 000 spectateurs Arbitre : Neil Hennessy |
| 8 mars 2014 | Essai(s) : 2 Sempere (36e), Peluchon (40e+1) Transformation(s) : 2 Peluchon (37e, 40e+2) Pénalité(s) : 1 Peluchon (77e) | Rapport          | Essai(s) : 2 Gorgodze (52e), Nemsadze (56e) Transformation(s) : 1 Kvirikashvili (58e) Pénalité(s) : 3 Kvirikashvili (8e, 21e, 68e) Drop(s) : 1 Kvirikashvili (30e) | Stade national complutense, Madrid 6 000 spectateurs Arbitre : Neil Hennessy |
| 8 mars 2014 | | Rapport          | | Stade national complutense, Madrid 6 000 spectateurs Arbitre : Neil Hennessy |

| 8 mars 2014 | Russie | 34 - 18 (17 - 13) | Portugal | Sochi Central Stadium, Sotchi 500 spectateurs Arbitre : Matthew Carley |
| 8 mars 2014 | Essai(s) : 5 Ostreïkov (5e), Artemiev (11e), V.Tsnobiladze (42e), Ostroushko (46e), Galinovski (48e) Transformation(s) : 3 Kushnarev (6e, 12e), Sugrobov (46e) Pénalité(s) : 1 Kushnarev 28e | Rapport           | Essai(s) : 2 G.Uva 23e, Foro (66e) Transformation(s) : 1 Bettencourt (24e) Pénalité(s) : 2 Bettencourt (9e, 20e) | Sochi Central Stadium, Sotchi 500 spectateurs Arbitre : Matthew Carley |
| 8 mars 2014 | | Rapport           | | Sochi Central Stadium, Sotchi 500 spectateurs Arbitre : Matthew Carley |

| 8 mars 2014 | Roumanie | 29 - 10 (14 - 0) | Belgique                                                                                           | Constanța 1 000 spectateurs Arbitre : Claudio Blessano |
| 8 mars 2014 | Essai(s) : 4 Lucaci (4e), de pénalité (25e), Calafeteanu (59e), Burcea (79e) Transformation(s) : 3 Vlaicu (4e, 25e, 59e) Pénalité(s) : 1 Vlaicu (55e) | Rapport          | Essai(s) : 1 de pénalité (74e) Transformation(s) : 1 Williams (74e) Pénalité(s) : 1 Williams (57e) | Constanța 1 000 spectateurs Arbitre : Claudio Blessano |
| 8 mars 2014 | | Rapport          | | Constanța 1 000 spectateurs Arbitre : Claudio Blessano |

| 15 mars 2014 | Géorgie | 22 - 9 (16 - 9) | Roumanie                              | Stade Mikhaïl-Meskhi, Tbilissi 25 000 spectateurs Arbitre : Luke Pearce |
| 15 mars 2014 | Essai(s) : 1 Zirakashvili 25e Transformation(s) : 1 Kvirikashvili 26e Pénalité(s) : 5 Kvirikashvili (7e, 23e, 40e, 51e), Malaguradze (64e) | Rapport         | Pénalité(s) : 3 Vlaicu (2e, 13e, 18e) | Stade Mikhaïl-Meskhi, Tbilissi 25 000 spectateurs Arbitre : Luke Pearce |
| 15 mars 2014 | | Rapport         |                                       | Stade Mikhaïl-Meskhi, Tbilissi 25 000 spectateurs Arbitre : Luke Pearce |

| 15 mars 2014 | Portugal | 24 - 28 (18 - 6) | Espagne | Estádio Universitário de Lisboa, Lisbonne Arbitre : Laurent Cardona |
| 15 mars 2014 | Essai(s) : 2 V.Uva (29e), Aguilar (40e+3) Transformation(s) : 1 Bettencourt (30e) Pénalité(s) : 4 Bettencourt (16e, 33e, 46e, 64e) | Rapport          | Essai(s) : 3 de pénalité (59e), Carter (67e), Genua (72e) Transformation(s) : 2 Malié (59e, 67e) Pénalité(s) : 3 Malié (3e, 20e, 77e) | Estádio Universitário de Lisboa, Lisbonne Arbitre : Laurent Cardona |
| 15 mars 2014 | | Rapport          | | Estádio Universitário de Lisboa, Lisbonne Arbitre : Laurent Cardona |

| 15 mars 2014 | Belgique | 20 - 34 (10 - 10) | Russie | Stade du petit Heysel, Bruxelles Arbitre : Giuseppe Vivarini |
| 15 mars 2014 | Essai(s) : 2 Neill (13e), Nana (79e) Transformation(s) : 2 Williams (13e, 79e) Pénalité(s) : 1 Williams (52e) Drop(s) : 1 Williams (28e) | Rapport           | Essai(s) : 6 V.Tsnobiladze (16e), Ostroushko (38e, 74e), Makovetskiy (43e), Sugrobov (54e), Artemiev (66e) Transformation(s) : 2 Sugrobov (54e), Khudyakov (66e) | Stade du petit Heysel, Bruxelles Arbitre : Giuseppe Vivarini |
| 15 mars 2014 | | Rapport           | | Stade du petit Heysel, Bruxelles Arbitre : Giuseppe Vivarini |

## Division 1B

### Classement
| Rang | Pays               | J  | V | N | D | Bo | Bd | Pm  | Pe  | Diff | Pts |
| ---- | ------------------ | -- | - | - | - | -- | -- | --- | --- | ---- | --- |
| 1    | Allemagne          | 10 | 8 | 0 | 2 | 7  | 0  | 398 | 180 | +218 | 39  |
| 2    | Moldavie           | 10 | 7 | 0 | 3 | 6  | 0  | 267 | 228 | +39  | 34  |
| 3    | Ukraine (R)        | 10 | 5 | 0 | 5 | 3  | 1  | 227 | 227 | 0    | 24  |
| 4    | Pologne            | 10 | 5 | 0 | 5 | 0  | 2  | 208 | 183 | +25  | 22  |
| 5    | Suède (P)          | 10 | 3 | 0 | 7 | 1  | 1  | 193 | 307 | -114 | 14  |
| 6    | République tchèque | 10 | 2 | 0 | 8 | 1  | 2  | 142 | 310 | -168 | 11  |

|  | Promu en Division 1A (no 1).            |
|  | Relégué en Division 2A (no 6).          |
|  | R : relégué en 2012 • P : promu en 2012 |

### Résultats détaillés

#### Tableau des résultats
| Pays         | ALL   | MOL   | POL   | REP   | SUE   | UKR   |
| ------------ | ----- | ----- | ----- | ----- | ----- | ----- |
| Allemagne    |       | 32-14 | 43-13 | 76-12 | 73-17 | 46-28 |
| Moldavie     | 30-15 |       | 24-20 | 37-12 | 50-20 | 28-8  |
| Pologne      | 22-13 | 12-21 |       | 30-10 | 30-9  | 13-12 |
| Rép. tchèque | 8-27  | 37-19 | 3-29  |       | 18-22 | 10-17 |
| Suède        | 20-45 | 54-6  | 19-11 | 11-17 |       | 10-22 |
| Ukraine      | 16-28 | 18-38 | 29-28 | 42-15 | 35-11 |       |

|  | Victoire à domicile |  | Match nul |  | Défaite à domicile |

#### Détail des résultats

##### Matchs aller
| 6 octobre 2012 | République tchèque   | 3 – 29 (3 – 29) | Pologne | RC Mountfield Říčany, Říčany Arbitre : Jean-Pierre Matheu |
| 6 octobre 2012 | Drop(s) : Čížek (8e) |                 | Essai(s) : Berthe (23e), Beccau (28e) Transformation(s) : Chartier 2 (23e, 29e) Pénalité(s) : Chartier 5 (3e, 6e, 20e, 34e, 40e) | RC Mountfield Říčany, Říčany Arbitre : Jean-Pierre Matheu |
| 6 octobre 2012 |                      |                 | | RC Mountfield Říčany, Říčany Arbitre : Jean-Pierre Matheu |

| 20 octobre 2012 | Suède                                                                                  | 10 – 22 (3 – 12) | Ukraine | Kristinebergs IP, Stockholm 750 spectateurs Arbitre : Pedro Murinello |
| 20 octobre 2012 | Essai(s) : Fransson (62e) Transformation(s) : Eaton (63e) Pénalité(s) : Fransson (20e) |                  | Essai(s) : Lomakin (42e) Transformation(s) : Kosariev (43e) Pénalité(s) : Kosariev 5 (8e, 15e, 28e, 40e, 47e) | Kristinebergs IP, Stockholm 750 spectateurs Arbitre : Pedro Murinello |
| 20 octobre 2012 |                                                                                        |                  | | Kristinebergs IP, Stockholm 750 spectateurs Arbitre : Pedro Murinello |

| 27 octobre 2012 | Suède | 54 – 6 (13 – 3) | Moldavie                             | Kristinebergs IP, Stockholm 649 spectateurs Arbitre : Igotz Gallastegi |
| 27 octobre 2012 | Essai(s) : Arvidsson 2 (14e, 80e), Gowland 3 (61e, 68e, 78e), Sandberg (73e), Pierce (75e) Transformation(s) : Fransson 5 (14e, 61e, 73e, 75e, 80e) Pénalité(s) : Fransson 3 (34e, 40e+1, 65e) |                 | Pénalité(s) : Golubenco 2 (21e, 47e) | Kristinebergs IP, Stockholm 649 spectateurs Arbitre : Igotz Gallastegi |
| 27 octobre 2012 | |                 |                                      | Kristinebergs IP, Stockholm 649 spectateurs Arbitre : Igotz Gallastegi |

| 27 octobre 2012 | Allemagne | 46 – 28 (24 – 14) | Ukraine | Sportsclub Siemensstadt, Berlin 1 100 spectateurs Arbitre : Robert Diaconescu |
| 27 octobre 2012 | Essai(s) : Armstrong (7e), Wilhelm (14e), May 2 (21e, 68e), Simm (56e), Parkinson (78e) Transformation(s) : Parkinson 5 (7e, 14e, 21e, 56e, 68e) Pénalité(s) : Parkinson 2 (34e, 52e) |                   | Essai(s) : Lytvynenko (24e), Kosariev (35e), Sukhikh (47e), Hrabovskyy (63e) Transformation(s) : Kosariev 4 (24e, 35e, 47e, 63e) | Sportsclub Siemensstadt, Berlin 1 100 spectateurs Arbitre : Robert Diaconescu |
| 27 octobre 2012 | |                   | | Sportsclub Siemensstadt, Berlin 1 100 spectateurs Arbitre : Robert Diaconescu |

| 3 novembre 2012 | Pologne | 22 – 13 (7 – 7) | Allemagne                                                                                           | Stade municipal de Gdańsk, Gdańsk 1 500 spectateurs Arbitre : Vadim Pikhovkin |
| 3 novembre 2012 | Essai(s) : Krużycki (32e) Transformation(s) : Chartier (32e) Pénalité(s) : Chartier 5 (50e, 66e, 74e, 79e, 80e+2) |                 | Essai(s) : Armstrong (20e) Transformation(s) : Parkinson (20e) Pénalité(s) : Parkinson 2 (58e, 80e) | Stade municipal de Gdańsk, Gdańsk 1 500 spectateurs Arbitre : Vadim Pikhovkin |
| 3 novembre 2012 | |                 | | Stade municipal de Gdańsk, Gdańsk 1 500 spectateurs Arbitre : Vadim Pikhovkin |

| 10 novembre 2012 | République tchèque                                                                                         | 18 – 22 (15 – 10) | Suède | Stadion RC Tatra Smíchov, Prague Arbitre : Ken Lambrechts |
| 10 novembre 2012 | Essai(s) : Havel (3e), Mára (9e) Transformation(s) : Čížek (3e) Pénalité(s) : Čížek (36e), Schneider (68e) |                   | Essai(s) : Fransson 1 (6e) Transformation(s) : Fransson 1 (6e) Pénalité(s) : Fransson 2 (19e, 44e), Eaton 3 (70e, 72e, 79e) | Stadion RC Tatra Smíchov, Prague Arbitre : Ken Lambrechts |
| 10 novembre 2012 | |                   | | Stadion RC Tatra Smíchov, Prague Arbitre : Ken Lambrechts |

| 17 novembre 2012 | Allemagne | 32 – 14 (19 – 0) | Moldavie                                                                             | Fritz-Grunebaum-Sportpark, Heidelberg Arbitre : Claudio Blessano |
| 17 novembre 2012 | Essai(s) : Brenner (19e), Manawatu 2 (22e, 68e), Tussac (31e) Transformation(s) : Parkinson 3 (23e, 32e, 69e) Pénalité(s) : Parkinson 1 (44e) |                  | Essai(s) : Romanov (46e), M.Cobîlaș (61e) Transformation(s) : Golubenco 2 (47e, 62e) | Fritz-Grunebaum-Sportpark, Heidelberg Arbitre : Claudio Blessano |
| 17 novembre 2012 | |                  |                                                                                      | Fritz-Grunebaum-Sportpark, Heidelberg Arbitre : Claudio Blessano |

| 17 novembre 2012 | Ukraine | 42 – 15 (13 – 9) | République tchèque                             | Stadium Meteor, Dnipropetrovsk Arbitre : Cristian Răduță |
| 17 novembre 2012 | Essai(s) : Novokreshcheno (3e), Chaika (51e), Krasnodemskyi (79e) Transformation(s) : P.Masiukov 3 (4e, 52e, 80e) Pénalité(s) : P.Masiukov 6 (21e, 33e, 44e, 44e, 64e, 69e) Drop(s) : Tserkovniy (60e) |                  | Pénalité(s) : Čížek 5 (6e, 13e, 40e, 54e, 57e) | Stadium Meteor, Dnipropetrovsk Arbitre : Cristian Răduță |
| 17 novembre 2012 | |                  |                                                | Stadium Meteor, Dnipropetrovsk Arbitre : Cristian Răduță |

| 9 mars 2013 | République tchèque                                    | 8 – 27 (5 – 10) | Allemagne | Rc Slavia Praha Stadion, Prague 500 spectateurs Arbitre : Vlad Iordachescu |
| 9 mars 2013 | Essai(s) : Vokrouhlík (38e) Pénalité(s) : Čížek (52e) |                 | Essai(s) : Jordaan 2 (7e, 36e), Armstrong (42e), Strauch (49e) Transformation(s) : Parkinson 2 (43e, 50e) Pénalité(s) : Parkinson (47e) | Rc Slavia Praha Stadion, Prague 500 spectateurs Arbitre : Vlad Iordachescu |
| 9 mars 2013 |                                                       |                 | | Rc Slavia Praha Stadion, Prague 500 spectateurs Arbitre : Vlad Iordachescu |

| 16 mars 2013 | Moldavie | 37 – 12 (10 – 5) | République tchèque                                                                  | Stadionul Dinamo, Chișinău 2 000 spectateurs Arbitre : Andrea Spadoni |
| 16 mars 2013 | Essai(s) : V.Arhip (9e), Vasilachi (12e), Titica 3 (42e, 52e, 64e), Castravet (57e), ? (78e) Transformation(s) : Golubenco (52e) |                  | Essai(s) : Macháček (11e), Michal Jirman (80e+1) Transformation(s) : Jursík (80e+1) | Stadionul Dinamo, Chișinău 2 000 spectateurs Arbitre : Andrea Spadoni |
| 16 mars 2013 | |                  |                                                                                     | Stadionul Dinamo, Chișinău 2 000 spectateurs Arbitre : Andrea Spadoni |

| 30 mars 2013 | Pologne                                                                                         | 13 – 12 (3 – 12) | Ukraine                                                                            | Narodowy Stadion Rugby, Gdynia 2 800 spectateurs Arbitre : Lloyd Linton |
| 30 mars 2013 | Essai(s) : Beccau (75e) Transformation(s) : Chartier (75e) Pénalité(s) : Chartier 2 (9e, 80e+2) |                  | Essai(s) : Krasnodemskyi (5e), Kramarenko (10e) Transformation(s) : Kosariev (11e) | Narodowy Stadion Rugby, Gdynia 2 800 spectateurs Arbitre : Lloyd Linton |
| 30 mars 2013 |                                                                                                 |                  |                                                                                    | Narodowy Stadion Rugby, Gdynia 2 800 spectateurs Arbitre : Lloyd Linton |

| 6 avril 2013 | Ukraine | 18 – 38 (13 – 19) | Moldavie | Stadion Spartak, Odessa 4 500 spectateurs Arbitre : Radu Petrescu |
| 6 avril 2013 | Essai(s) : Marchenko (32e), Radchuk (73e) Transformation(s) : Deliyergiev (32e) Pénalité(s) : Tserkovniy (3e), Deliyergiev (40e) |                   | Essai(s) : Orghianu 2 (13e, 27e), V.Cobîlaș (17e), Titica (53e), Bulgac (56e), Leca (79e) Transformation(s) : Manoli 4 (14e, 18e, 54e, 56e) | Stadion Spartak, Odessa 4 500 spectateurs Arbitre : Radu Petrescu |
| 6 avril 2013 | |                   | | Stadion Spartak, Odessa 4 500 spectateurs Arbitre : Radu Petrescu |

| 6 avril 2013 | Allemagne | 73 – 17 (35 – 0) | Suède                                                                                      | Wolfgang-Meyer-Sportanlage, Hambourg 3 500 spectateurs Arbitre : Pedro Montoya |
| 6 avril 2013 | Essai(s) : Wilhelm 2 (5e, 32e), Hug (28e), Strauch (34e), Manawatu (40e), Parkinson (56e), von Grumbkow (59e), Eckert (69e), Brenner (73e), Mohr (80e) Transformation(s) : Parkinson 10 (5e, 28e, 33e, 35e, 40e, 56e, 59e, 69e, 74e, 80e) Drop(s) : Parkinson (65e) |                  | Essai(s) : Pierce (53e), Gowland (66e), Johansson (78e) Transformation(s) : Fransson (54e) | Wolfgang-Meyer-Sportanlage, Hambourg 3 500 spectateurs Arbitre : Pedro Montoya |
| 6 avril 2013 | |                  |                                                                                            | Wolfgang-Meyer-Sportanlage, Hambourg 3 500 spectateurs Arbitre : Pedro Montoya |

| 13 avril 2013 | Moldavie | 24 – 20 (12 – 10) | Pologne | Stadionul Dinamo, Chișinău Arbitre : Cyril Lafon |
| 13 avril 2013 | Essai(s) : M.Cobîlaș (15e), Arhip (34e), Chirilă (53e), Prepeliţă (71e) Transformation(s) : Manoli 2 (35e, 53e) |                   | Essai(s) : Beccau (29e), Hotowski (66e) Transformation(s) : Chartier 2 (30e, 67e) Pénalité(s) : Chartier 2 (40e+1, 62e) | Stadionul Dinamo, Chișinău Arbitre : Cyril Lafon |
| 13 avril 2013 | |                   | | Stadionul Dinamo, Chișinău Arbitre : Cyril Lafon |

| 1er juin 2013 | Suède | 19 – 11 (16 – 6) | Pologne                                                     | Korsängens Rugby Arena, Enköping 600 spectateurs Arbitre : Alfonse Nogueira |
| 1er juin 2013 | Essai(s) : Fransson (32e) Transformation(s) : Fransson (32e) Pénalité(s) : Fransson 4 (8e, 24e, 29e, 51e) |                  | Essai(s) : Plonka (75e) Pénalité(s) : Banaszek 2 (11e, 26e) | Korsängens Rugby Arena, Enköping 600 spectateurs Arbitre : Alfonse Nogueira |
| 1er juin 2013 | |                  |                                                             | Korsängens Rugby Arena, Enköping 600 spectateurs Arbitre : Alfonse Nogueira |

##### Matchs retour
| 7 septembre 2013 | Pologne | 30 – 9 (17 - 6) | Suède                                    | Stade Kazimierz Sosnkowski, Varsovie 4 000 spectateurs Arbitre : Maxime Burlet |
| 7 septembre 2013 | Essai(s) : Bartoszek (9e), Szostek (39e), Sirocki (80e) Transformation(s) : Banaszek 3 (9e, 39e, 80e) Pénalité(s) : Banaszek 3 (25e, 68e, 72e) |                 | Pénalité(s) : Fransson 3 (28e, 33e, 58e) | Stade Kazimierz Sosnkowski, Varsovie 4 000 spectateurs Arbitre : Maxime Burlet |
| 7 septembre 2013 | |                 |                                          | Stade Kazimierz Sosnkowski, Varsovie 4 000 spectateurs Arbitre : Maxime Burlet |

| 12 octobre 2013 | Pologne | 30 – 10 (12 - 3) | République tchèque                                                               | Stade Kazimierz Sosnkowski, Varsovie 4 500 spectateurs Arbitre : Frank Himmer |
| 12 octobre 2013 | Essai(s) : Pawelec (68e), Kruzycki (70e) Transformation(s) : Banaszek (70e) Pénalité(s) : Banaszek 6 (4e, 16e, 27e, 39e, 53e, 60e) |                  | Essai(s) : Voves (65e) Transformation(s) : Čížek (65e) Pénalité(s) : Čížek (40e) | Stade Kazimierz Sosnkowski, Varsovie 4 500 spectateurs Arbitre : Frank Himmer |
| 12 octobre 2013 | |                  |                                                                                  | Stade Kazimierz Sosnkowski, Varsovie 4 500 spectateurs Arbitre : Frank Himmer |

| 19 octobre 2013 | Suède                                                       | 11 – 17 (3 - 0) | République tchèque                                                                                            | Korsängens Rugby Arena, Enköping 478 spectateurs Arbitre : Alexei Bryzgalin |
| 19 octobre 2013 | Essai(s) : Gowland (42e) Pénalité(s) : Fransson 2 (3e, 53e) |                 | Essai(s) : Mára (45e), Kolář (56e) Transformation(s) : Vokrouhlík 2 (46e, 57e) Pénalité(s) : Vokrouhlík (51e) | Korsängens Rugby Arena, Enköping 478 spectateurs Arbitre : Alexei Bryzgalin |
| 19 octobre 2013 |                                                             |                 | | Korsängens Rugby Arena, Enköping 478 spectateurs Arbitre : Alexei Bryzgalin |

| 26 octobre 2013 | Ukraine                                                                            | 16 – 28 (6 - 15) | Allemagne | Kharkiv 600 spectateurs Arbitre : Vlad Iordachescu |
| 26 octobre 2013 | Essai(s) : Ponomarenko (54e), Tserkovniy (65e) Pénalité(s) : Tyurikov 2 (12e, 29e) |                  | Essai(s) : Jordaan (20e), Sztyndera 2 (25e, 72e) Transformation(s) : Parkinson 2 (21e, 72e) Pénalité(s) : Parkinson 3 (9e, 58e, 63e) | Kharkiv 600 spectateurs Arbitre : Vlad Iordachescu |
| 26 octobre 2013 |                                                                                    |                  | | Kharkiv 600 spectateurs Arbitre : Vlad Iordachescu |

| 2 novembre 2013 | Ukraine | 35 – 11 (28 - 6) | Suède                                                      | stadion NPDSU, Irpin 2 000 spectateurs Arbitre : Radu Petrescu |
| 2 novembre 2013 | Essai(s) : Kosariev 2 (14e, 19e), Aleksandriuk (25e), D.Masiukov (37e), Krasylnyk (70e) Transformation(s) : Kosariev 5 (15e, 20e, 26e, 38e, 71e) |                  | Essai(s) : Daish (78e) Pénalité(s) : Fransson 2 (28e, 35e) | stadion NPDSU, Irpin 2 000 spectateurs Arbitre : Radu Petrescu |
| 2 novembre 2013 | |                  |                                                            | stadion NPDSU, Irpin 2 000 spectateurs Arbitre : Radu Petrescu |

| 9 novembre 2013 | Allemagne | 43 – 13 (24 - 6) | Pologne                                                                                    | Sportforum Hohenschönhausen, Berlin 2 843 spectateurs Arbitre : Cammy Rudkin |
| 9 novembre 2013 | Essai(s) : Widiker 2 (16e, 32e), Parkinson (24e), Jordaan (38e), Szczesny (52e), Nostadt (67e), May (74e) Transformation(s) : Parkinson 4 (25e, 39e, 53e, 67e) |                  | Essai(s) : Gask (80e) Transformation(s) : Banaszek (80e) Pénalité(s) : Banaszek 2 (2e, 9e) | Sportforum Hohenschönhausen, Berlin 2 843 spectateurs Arbitre : Cammy Rudkin |
| 9 novembre 2013 | |                  |                                                                                            | Sportforum Hohenschönhausen, Berlin 2 843 spectateurs Arbitre : Cammy Rudkin |

| 9 novembre 2013 | Moldavie | 50 – 20 (19 - 15) | Suède | Stadionul Dinamo, Chișinău 1 000 spectateurs Arbitre : Andrea Spadoni |
| 9 novembre 2013 | Essai(s) : Gargalic (8e), Baltag (23e), M.Cobîlaș 2 (30e, 53e), Prepeliţă 3 (47e, 50e, 57e), Caburgan (80e+5) Transformation(s) : Felston 5 (10e, 30e, 50e, 57e, 80e+5) |                   | Essai(s) : Darbyshire (25e), Ornberg (39e), Lindqvist (74e) Transformation(s) : Fransson (26e) Pénalité(s) : Fransson (34e) | Stadionul Dinamo, Chișinău 1 000 spectateurs Arbitre : Andrea Spadoni |
| 9 novembre 2013 | |                   | | Stadionul Dinamo, Chișinău 1 000 spectateurs Arbitre : Andrea Spadoni |

| 16 novembre 2013 | Moldavie | 30 – 15 (11 - 7) | Allemagne | Stadionul Dinamo, Chișinău Arbitre : Éric Soulan |
| 16 novembre 2013 | Essai(s) : Titica (15e), Castravet (51e), Prepeliţă (60e), Vasilachi (65e) Transformation(s) : Felston 2 (52e, 61e) Pénalité(s) : Felston 2 (40e, 40e+1) |                  | Essai(s) : Parkinson (18e), Szczesny (80e) Transformation(s) : Parkinson (19e) Pénalité(s) : Parkinson (41e) | Stadionul Dinamo, Chișinău Arbitre : Éric Soulan |
| 16 novembre 2013 | |                  | | Stadionul Dinamo, Chișinău Arbitre : Éric Soulan |

| 16 novembre 2013 | République tchèque                                                                   | 10 – 17 (3 - 12) | Ukraine                                                                                              | Stadion Mládeže, Zlín 600 spectateurs Arbitre : Iñigo Atorrasagasti |
| 16 novembre 2013 | Essai(s) : Jirman (80e) Transformation(s) : Schneider (80e) Pénalité(s) : Čížek (7e) |                  | Essai(s) : Kosariev (1re), Aleksandryuk (19e), Krasnodemsky (79e) Transformation(s) : Kosariev (19e) | Stadion Mládeže, Zlín 600 spectateurs Arbitre : Iñigo Atorrasagasti |
| 16 novembre 2013 |                                                                                      |                  | | Stadion Mládeže, Zlín 600 spectateurs Arbitre : Iñigo Atorrasagasti |

| 5 avril 2014 | Pologne                                                                    | 12 – 21 (12 - 7) | Moldavie | Stadion Rosrrit w Siedlcach, Siedlce 3 000 spectateurs Arbitre : Alexei Bryzgalin |
| 5 avril 2014 | Essai(s) : Bartoszek (25e), Gasik (37e) Transformation(s) : Banaszek (25e) |                  | Essai(s) : Prepeliţă (10e), Gargalic (42e), de pénalité (59e) Transformation(s) : Felston 3 (10e, 42e, 59e) | Stadion Rosrrit w Siedlcach, Siedlce 3 000 spectateurs Arbitre : Alexei Bryzgalin |
| 5 avril 2014 |                                                                            |                  | | Stadion Rosrrit w Siedlcach, Siedlce 3 000 spectateurs Arbitre : Alexei Bryzgalin |

| 5 avril 2014 | Allemagne | 76 – 12 (26 - 12) | République tchèque                                                     | Fritz-Grunebaum-Sportpark, Heidelberg 1 500 spectateurs Arbitre : Radu Petrescu |
| 5 avril 2014 | Essai(s) : Buckman (10e), Biniak 2 (25e, 43e), Strauch (39e), Vollenkemper 3 (40e+2, 80e, 80e+5), Liebig 2 (55e, 62e), Hittel 2 (59e, 73e), Sztyndera (68e) Transformation(s) : Parkinson 8 (11e, 26e, 40e, 56e, 60e, 74e, 80e+1, 80e+6) |                   | Essai(s) : Havlíček (4e), Leroch (36e) Transformation(s) : Čížek (37e) | Fritz-Grunebaum-Sportpark, Heidelberg 1 500 spectateurs Arbitre : Radu Petrescu |
| 5 avril 2014 | |                   |                                                                        | Fritz-Grunebaum-Sportpark, Heidelberg 1 500 spectateurs Arbitre : Radu Petrescu |

| 12 avril 2014 | Moldavie                                                                                                  | 28 – 8 (14 - 5) | Ukraine                                                 | Stadionul Dinamo, Chișinău Arbitre : Ken Lambrechts |
| 12 avril 2014 | Essai(s) : Titica 2 (27e, 37e), Prepeliţă 2 (65e, 77e) Transformation(s) : Felston 4 (27e, 38e, 65e, 78e) |                 | Essai(s) : Chaika (22e) Pénalité(s) : Deliyergiev (49e) | Stadionul Dinamo, Chișinău Arbitre : Ken Lambrechts |
| 12 avril 2014 | |                 |                                                         | Stadionul Dinamo, Chișinău Arbitre : Ken Lambrechts |

| 26 avril 2014 | Ukraine | 29 – 28 (15 - 6) | Pologne | Stade Yunist, Lviv 3 000 spectateurs Arbitre : Maxime Chalon |
| 26 avril 2014 | Essai(s) : Novokreshcheno (16e), Gulenko (19e), Masiukov (48e), Polianskyi (61e) Transformation(s) : Deliyergiev 2 (16e, 48e), Voitov (61e) Pénalité(s) : Deliyergiev (31e) |                  | Essai(s) : Bartoszek (58e), Szostek (74e), Gasik (80e) Transformation(s) : Gasik 2 (58e, 80e) Pénalité(s) : Janeczko 2 (13e, 24e), Gasik (45e) | Stade Yunist, Lviv 3 000 spectateurs Arbitre : Maxime Chalon |
| 26 avril 2014 | |                  | | Stade Yunist, Lviv 3 000 spectateurs Arbitre : Maxime Chalon |

| 26 avril 2014 | République tchèque | 37 – 19 (15 - 0) | Moldavie                                                                                               | Rc Slavia Praha Stadion, Prague 800 spectateurs Arbitre : Graeme Wells |
| 26 avril 2014 | Essai(s) : Rohlík (30e), Pailodze (39e), Stejskal 2 (57e, 72e), Havel (69e), Jirman (79e) Transformation(s) : Jursík 2 (40e, 58e) Pénalité(s) : Jursík (10e) |                  | Essai(s) : Orghean (53e), Titica (62e), Gargalic (77e) Transformation(s) : Felston (53e), Manoli (77e) | Rc Slavia Praha Stadion, Prague 800 spectateurs Arbitre : Graeme Wells |
| 26 avril 2014 | |                  | | Rc Slavia Praha Stadion, Prague 800 spectateurs Arbitre : Graeme Wells |

| 26 avril 2014 | Suède | 20 – 45 (7 - 12) | Allemagne | Korsängens Rugby Arena, Enköping Arbitre : Iñigo Atorrasagasti |
| 26 avril 2014 | Essai(s) : Gowland (37e), Johansson (46e) Transformation(s) : Johansson 2 (37e, 46e) Pénalité(s) : Johansson 2 (53e, 58e) |                  | Essai(s) : Vollenkemper (9e), Armstrong (30e), Melck (56e), Strauch (60e), Füchsel (72e), Liebig (74e), Läpple (79e) Transformation(s) : Parkinson 5 (9e, 56e, 72e, 74e, 79e) | Korsängens Rugby Arena, Enköping Arbitre : Iñigo Atorrasagasti |
| 26 avril 2014 | |                  | | Korsängens Rugby Arena, Enköping Arbitre : Iñigo Atorrasagasti |

## Division 2A

### Classement
| Rang | Pays         | J | V | N | D | Bo | Bd | Pm  | Pe  | Diff | Pts |
| ---- | ------------ | - | - | - | - | -- | -- | --- | --- | ---- | --- |
| 1    | Pays-Bas (R) | 8 | 7 | 1 | 0 | 5  | 0  | 257 | 125 | +132 | 35  |
| 2    | Suisse (P)   | 8 | 4 | 1 | 3 | 2  | 1  | 170 | 159 | +11  | 21  |
| 3    | Malte        | 8 | 4 | 0 | 4 | 1  | 1  | 162 | 179 | -17  | 18  |
| 4    | Croatie      | 8 | 2 | 0 | 6 | 1  | 2  | 145 | 221 | -76  | 11  |
| 5    | Lituanie     | 8 | 2 | 0 | 6 | 1  | 2  | 149 | 199 | -50  | 11  |

|  | Promu en Division 1B (no 1).                       |
|  | Barrage face au deuxième de la Division 2B (no 4). |
|  | Relégué en Division 2B (no 5).                     |
|  | R : relégué en 2012 • P : promu en 2012            |

### Résultats détaillés

#### Tableau des résultats
| Pays     | CRO   | LIT   | MAL   | PAY   | SUI   |
| -------- | ----- | ----- | ----- | ----- | ----- |
| Croatie  |       | 25-21 | 20-19 | 24-29 | 11-26 |
| Lituanie | 15-14 |       | 10-13 | 16-24 | 24-18 |
| Malte    | 37-18 | 34-17 |       | 10-33 | 10-19 |
| Pays-Bas | 45-13 | 34-25 | 48-10 |       | 24-7  |
| Suisse   | 29-20 | 37-21 | 14-29 | 20-20 |       |

|  | Victoire à domicile |  | Match nul |  | Défaite à domicile |

#### Détail des résultats

##### Matchs aller
| 27 octobre 2012 | Croatie | 20 – 19 (13 - 6) | Malte                                                                                     | FK Makarska Stadium, Makarska Arbitre : Tomáš Tuma |
| 27 octobre 2012 | Essai(s) : Jurišić (24e), Buzov (51e) Transformation(s) : Ayoub 2 (25e, 52e) Pénalité(s) : Ayoub 2 (38e, 40e+3) |                  | Essai(s) : Stivila (48e), Davey (76e) Pénalité(s) : O'Brien 2 (3e, 11e), T.Holloway (54e) | FK Makarska Stadium, Makarska Arbitre : Tomáš Tuma |
| 27 octobre 2012 | |                  |                                                                                           | FK Makarska Stadium, Makarska Arbitre : Tomáš Tuma |

| 3 novembre 2012 | Malte | 34 – 17 (26 - 10) | Lituanie                                   | Hibernians Ground, Paola 3 000 spectateurs Arbitre : Luc Janssens |
| 3 novembre 2012 | Essai(s) : R. Hollaway (25e), Davey (31e), Stivala (59e) Transformation(s) : O'Brien 2 (26e, 31e) Pénalité(s) : O'Brien 5 (2e, 8e, 22e, 34e, 53e) |                   | Essai(s) : Misevičius (39e), Zibolis (77e) | Hibernians Ground, Paola 3 000 spectateurs Arbitre : Luc Janssens |
| 3 novembre 2012 | |                   |                                            | Hibernians Ground, Paola 3 000 spectateurs Arbitre : Luc Janssens |

| 3 novembre 2012 | Suisse | 29 – 20 (12 - 0) | Croatie | Stade Colovray, Nyon 1 053 spectateurs Arbitre : Pedro Montoya |
| 3 novembre 2012 | Essai(s) : de pénalité (5e), Lin (38e), Guyou-Kreis (42e), Wullschleger (65e) Transformation(s) : Perrod 3 (5e, 42e, 65e) Pénalité(s) : Perrod (80e) |                  | Essai(s) : Mijić (65e), Burazin (73e), Ozich (76e) Transformation(s) : Ayoub (73e) Pénalité(s) : Ayoub (47e) | Stade Colovray, Nyon 1 053 spectateurs Arbitre : Pedro Montoya |
| 3 novembre 2012 | |                  | | Stade Colovray, Nyon 1 053 spectateurs Arbitre : Pedro Montoya |

| 10 novembre 2012 | Lituanie | 16 – 24 (6 - 14) | Pays-Bas | Šiaulių savivaldybės stadionas, Šiauliai 3 000 spectateurs Arbitre : Alexei Bryzgalin |
| 10 novembre 2012 | Essai(s) : Guseinov (67e) Transformation(s) : Marcišauskas (68e) Pénalité(s) : Marcišauskas 3 (3e, 35e, 50e) |                  | Essai(s) : ? (38e), van den Broeck (63e) Transformation(s) : Viguurs (64e) Pénalité(s) : Viguurs 4 (2e, 8e, 12e, 46e) | Šiaulių savivaldybės stadionas, Šiauliai 3 000 spectateurs Arbitre : Alexei Bryzgalin |
| 10 novembre 2012 | |                  | | Šiaulių savivaldybės stadionas, Šiauliai 3 000 spectateurs Arbitre : Alexei Bryzgalin |

| 17 novembre 2012 | Pays-Bas | 24 – 7 (18 - 0) | Suisse                                                   | NRCA Stadium, Amsterdam Arbitre : Frank Himmer |
| 17 novembre 2012 | Essai(s) : Booiman (22e), Elisara (33e) Transformation(s) : Booiman (34e) Pénalité(s) : Booiman 4 (3e, 13e, 47e, 67e) |                 | Essai(s) : Perrod (62e) Transformation(s) : Perrod (62e) | NRCA Stadium, Amsterdam Arbitre : Frank Himmer |
| 17 novembre 2012 | |                 |                                                          | NRCA Stadium, Amsterdam Arbitre : Frank Himmer |

| 6 avril 2013 | Malte                                       | 10 – 19 (5 - 11) | Suisse                                                                 | Hibernians Ground, Paola 3 000 spectateurs Arbitre : Vlad Iordachescu |
| 6 avril 2013 | Essai(s) : T. Holloway (31e), O'Brien (64e) |                  | Essai(s) : Lin (14e), Paul (69e) Pénalité(s) : Perrod 3 (4e, 34e, 60e) | Hibernians Ground, Paola 3 000 spectateurs Arbitre : Vlad Iordachescu |
| 6 avril 2013 |                                             |                  |                                                                        | Hibernians Ground, Paola 3 000 spectateurs Arbitre : Vlad Iordachescu |

| 13 avril 2013 | Suisse | 37 – 21 (17 - 13) | Lituanie | Stade Colovray, Nyon 1 545 spectateurs Arbitre : Stefano Pennè |
| 13 avril 2013 | Essai(s) : Serex (9e), Lin (33e), Wullschleger (75e), Dimitri (80e+7) Transformation(s) : Perrod 2 (9e, 33e), Doy 2 (75e, 80e+7) Pénalité(s) : Perrod 3 (6e, 61e, 68e) |                   | Essai(s) : Misevičius (39e), Grybauskas (52e) Transformation(s) : Vilimavičius (39e) Pénalité(s) : Vilimavičius 3 (19e, 30e, 63e) | Stade Colovray, Nyon 1 545 spectateurs Arbitre : Stefano Pennè |
| 13 avril 2013 | |                   | | Stade Colovray, Nyon 1 545 spectateurs Arbitre : Stefano Pennè |

| 13 avril 2013 | Pays-Bas | 48 – 10 (20 - 0) | Malte                                                                                      | NRCA Stadium, Amsterdam 1 012 spectateurs Arbitre : Tomasz Jarowicz |
| 13 avril 2013 | Essai(s) : Visser (24e), Booiman (27e), Grimbergen 2 (52e, 56e), van Vliet 2 (67e, 74e) Transformation(s) : Viguurs 4 (25e, 28e, 53e, 56e), Koenen 2 (68e, 74e) Pénalité(s) : Viguurs 2 (1re, 18e) |                  | Essai(s) : Quarendon (72e) Transformation(s) : Quarendon (73e) Pénalité(s) : O'Brien (47e) | NRCA Stadium, Amsterdam 1 012 spectateurs Arbitre : Tomasz Jarowicz |
| 13 avril 2013 | |                  |                                                                                            | NRCA Stadium, Amsterdam 1 012 spectateurs Arbitre : Tomasz Jarowicz |

| 20 avril 2013 | Croatie | 24 – 29 (5 - 19) | Pays-Bas | Stadion NK Rudeš, Zagreb Arbitre : Marcin Zeszutek |
| 20 avril 2013 | Essai(s) : Ivančić (38e), de pénalité (50e), Ayoub (56e), Miljak (80e) Transformation(s) : Ayoub 2 (50e, 80e) |                  | Essai(s) : Viguurs (13e), Van Balkom (21e), Visser (30e), Elisara (72e) Transformation(s) : Viguurs 3 (13e, 30e, 72e) Pénalité(s) : Viguurs (53e) | Stadion NK Rudeš, Zagreb Arbitre : Marcin Zeszutek |
| 20 avril 2013 | |                  | | Stadion NK Rudeš, Zagreb Arbitre : Marcin Zeszutek |

| 27 avril 2013 | Lituanie | 15 – 14 (12 - 9) | Croatie                                                      | Vingio regbio stadione, Vilnius 2 000 spectateurs Arbitre : Vladimir Volovik |
| 27 avril 2013 | Essai(s) : Norvaišas (9e), D.Vilimavičius (40e) Transformation(s) : D.Vilimavičius (10e) Pénalité(s) : D.Vilimavičius (64e) |                  | Essai(s) : Brown (76e) Pénalité(s) : Ayoub 3 (13e, 30e, 33e) | Vingio regbio stadione, Vilnius 2 000 spectateurs Arbitre : Vladimir Volovik |
| 27 avril 2013 | |                  |                                                              | Vingio regbio stadione, Vilnius 2 000 spectateurs Arbitre : Vladimir Volovik |

##### Matchs retour
| 2 novembre 2013 | Lituanie | 10 – 13 (0 - 10) | Malte                                                                                     | Regbio Stadione Vingio Parke, Vilnius 700 spectateurs Arbitre : Vadim Pikhovkin |
| 2 novembre 2013 | Essai(s) : M.Vilimavičius (79e) Transformation(s) : D.Vilimavičius (80e) Pénalité(s) : D.Vilimavičius (71e) |                  | Essai(s) : Borg (25e) Transformation(s) : O'Brien (26e) Pénalité(s) : O'Brien 2 (9e, 80e) | Regbio Stadione Vingio Parke, Vilnius 700 spectateurs Arbitre : Vadim Pikhovkin |
| 2 novembre 2013 | |                  |                                                                                           | Regbio Stadione Vingio Parke, Vilnius 700 spectateurs Arbitre : Vadim Pikhovkin |

| 2 novembre 2013 | Croatie                                                | 11 – 26 (11 - 18) | Suisse | RK Nada Split Stari Plac, Split 1 500 spectateurs Arbitre : Tomáš Tuma |
| 2 novembre 2013 | Essai(s) : Šuta (35e) Pénalité(s) : Newton 2 (7e, 17e) |                   | Essai(s) : Lucon (3e), Lin (24e), Wullschleger (41e) Transformation(s) : Perrod (4e) Pénalité(s) : Perrod 3 (15e, 40e, 78e) | RK Nada Split Stari Plac, Split 1 500 spectateurs Arbitre : Tomáš Tuma |
| 2 novembre 2013 |                                                        |                   | | RK Nada Split Stari Plac, Split 1 500 spectateurs Arbitre : Tomáš Tuma |

| 9 novembre 2013 | Malte | 37 – 18 (14 - 8) | Croatie                                                                        | Hibernians Ground, Paola Arbitre : Igotz Gallastegi |
| 9 novembre 2013 | Essai(s) : Kirk (9e), Busuttil (18e), D.Apsee (42e), Stivala (64e), Sacco (79e) Transformation(s) : O'Brien 3 (10e, 19e, 65e) Pénalité(s) : O'Brien 2 (78e, 80e+3) |                  | Essai(s) : Grčić (31e), Buzov (73e), Perlain (80e) Pénalité(s) : Jurišić (36e) | Hibernians Ground, Paola Arbitre : Igotz Gallastegi |
| 9 novembre 2013 | |                  |                                                                                | Hibernians Ground, Paola Arbitre : Igotz Gallastegi |

| 9 novembre 2013 | Pays-Bas | 34 – 25 (17 - 10) | Lituanie | Sportpark Wouterland, Castricum 955 spectateurs Arbitre : Marcin Zeszutek |
| 9 novembre 2013 | Essai(s) : Barendregt (14e), Danen (38e), Blom (40e), Visser 2 (44e, 65e), Koenen (73e) Transformation(s) : Koenen 2 (39e, 45e) |                   | Essai(s) : Mikalčius (8e), Bloškys (55e), Mikalčius (69e) Transformation(s) : K.Marcišauskas 2 (8e, 69e) Pénalité(s) : K.Marcišauskas 2 (27e, 52e) | Sportpark Wouterland, Castricum 955 spectateurs Arbitre : Marcin Zeszutek |
| 9 novembre 2013 | |                   | | Sportpark Wouterland, Castricum 955 spectateurs Arbitre : Marcin Zeszutek |

| 16 novembre 2013 | Suisse | 20 – 20 (3 - 12) | Pays-Bas                                                                                                   | Stade Colovray, Nyon 1 453 spectateurs Arbitre : Štěpán Čekal |
| 16 novembre 2013 | Essai(s) : de pénalité (54e), Serex (80e) Transformation(s) : Perrod (55e), Gros (80e) Pénalité(s) : Perrod 2 (19e, 64e) |                  | Essai(s) : Blom (11e), Vigguurs 2 (40e, 66e) Transformation(s) : Carroll (12e) Pénalité(s) : Carroll (80e) | Stade Colovray, Nyon 1 453 spectateurs Arbitre : Štěpán Čekal |
| 16 novembre 2013 | |                  | | Stade Colovray, Nyon 1 453 spectateurs Arbitre : Štěpán Čekal |

| 5 avril 2014 | Malte                               | 10 – 33 (5 - 21) | Pays-Bas | Hibernians Stadium, Kordin 2 500 spectateurs Arbitre : Jorge Molpeceres |
| 5 avril 2014 | Essai(s) : Davey (17e), Apsee (41e) |                  | Essai(s) : Viguurs (6e), Kieft (23e), H. Van Vliet (30e), Grimbergen (54e), Mambo (78e) Transformation(s) : Mambo 4 (7e, 25e, 31e, 79e) | Hibernians Stadium, Kordin 2 500 spectateurs Arbitre : Jorge Molpeceres |
| 5 avril 2014 |                                     |                  | | Hibernians Stadium, Kordin 2 500 spectateurs Arbitre : Jorge Molpeceres |

| 12 avril 2014 | Pays-Bas | 45 – 13 (12 - 3) | Croatie                                                                                 | NRCA Stadium, Amsterdam 400 spectateurs Arbitre : Andrea Spadoni |
| 12 avril 2014 | Essai(s) : Viguurs (7e), Roovers (18e), Grimbergen (54e), Verhoeven (57e), Danen (67e), Romijn (70e), H. van Vliet (77e) Transformation(s) : Koenen 5 (19e, 58e, 68e, 70e, 78e) |                  | Essai(s) : Grčić (75e) Transformation(s) : Ayoub (76e) Pénalité(s) : Ayoub 2 (15e, 45e) | NRCA Stadium, Amsterdam 400 spectateurs Arbitre : Andrea Spadoni |
| 12 avril 2014 | |                  |                                                                                         | NRCA Stadium, Amsterdam 400 spectateurs Arbitre : Andrea Spadoni |

| 12 avril 2014 | Suisse                                                         | 14 – 29 (9 - 9) | Malte | Stadt Deutweg, Winterthour 1 083 spectateurs Arbitre : Gert Visser |
| 12 avril 2014 | Essai(s) : Dimitri (49e) Pénalité(s) : Perrod 3 (8e, 24e, 33e) |                 | Essai(s) : Apsee (78e), Morris (80e+5) Transformation(s) : O'Brien 2 (79e, 80e+6) Pénalité(s) : O'Brien 5 (13e, 25e, 30e, 56e, 80e+2) | Stadt Deutweg, Winterthour 1 083 spectateurs Arbitre : Gert Visser |
| 12 avril 2014 |                                                                |                 | | Stadt Deutweg, Winterthour 1 083 spectateurs Arbitre : Gert Visser |

| 19 avril 2014 | Croatie | 25 – 21 (3 - 8) | Lituanie | Stade Kranjčević, Zagreb 2 000 spectateurs Arbitre : Tomas Tuma |
| 19 avril 2014 | Essai(s) : Newton (42e), Jurišić (45e), Šuta (52e) Transformation(s) : Ayoub 2 (42e, 45e) Pénalité(s) : Ayoub 2 (4e, 61e) |                 | Essai(s) : Rachimovas (24e), Navickas (65e), Mikalčius (79e) Pénalité(s) : D. Vilimavičius (40e), K. Marcišauskas (47e) | Stade Kranjčević, Zagreb 2 000 spectateurs Arbitre : Tomas Tuma |
| 19 avril 2014 | |                 | | Stade Kranjčević, Zagreb 2 000 spectateurs Arbitre : Tomas Tuma |

| 26 avril 2014 | Lituanie | 24 – 18 (17 - 13) | Suisse                                                                | Šiauliai Arbitre : Vladimir Volovik |
| 26 avril 2014 | Essai(s) : Darkintis (5e), Stitilis (12e), Mikalčius (29e), Norvaišas (76e) Transformation(s) : D. Vilimavičius (13e), Taujanskas (77e) |                   | Essai(s) : Paul (2e), Wullchleger 2 (16e, 41e) Drop(s) : Dimitri (9e) | Šiauliai Arbitre : Vladimir Volovik |
| 26 avril 2014 | |                   |                                                                       | Šiauliai Arbitre : Vladimir Volovik |

## Division 2B

### Classement
| Rang | Pays         | J | V | N | D | Bo | Bd | Pm  | Pe  | Diff | Pts |
| ---- | ------------ | - | - | - | - | -- | -- | --- | --- | ---- | --- |
| 1    | Israël (P)   | 8 | 7 | 0 | 1 | 4  | 1  | 212 | 109 | +103 | 33  |
| 2    | Lettonie (R) | 8 | 5 | 0 | 3 | 4  | 3  | 174 | 149 | +25  | 26  |
| 3    | Andorre      | 8 | 4 | 1 | 3 | 1  | 1  | 131 | 140 | -9   | 20  |
| 4    | Danemark (P) | 8 | 2 | 1 | 5 | 1  | 2  | 128 | 151 | -23  | 14  |
| 5    | Serbie       | 8 | 1 | 0 | 7 | 1  | 1  | 136 | 232 | -96  | 6   |

|  | Promu en Division 2A (no 1).                        |
|  | Barrage face au quatrième de la Division 2A (no 2). |
|  | Barrage face au deuxième de la Division 2C (no 4).  |
|  | Relégué en Division 2C (no 5).                      |
|  | R : relégué en 2012 • P : promu en 2012             |

### Résultats détaillés

#### Tableau des résultats
| Pays     | AND   | DAN   | ISR   | LET   | SER   |
| -------- | ----- | ----- | ----- | ----- | ----- |
| Andorre  |       | 22-11 | 5-26  | 11-22 | 23-13 |
| Danemark | 6-6   |       | 13-15 | 9-16  | 38-0  |
| Israël   | 20-16 | 46-3  |       | 17-15 | 48-22 |
| Lettonie | 19-22 | 27-15 | 29-22 |       | 25-14 |
| Serbie   | 23-26 | 19-33 | 6-18  | 39-21 |       |

|  | Victoire à domicile |  | Match nul |  | Défaite à domicile |

#### Détail des résultats
Matchs aller
| 13 octobre 2012 | Danemark                                    | 6 – 6 (3 – 6) | Andorre                          | Odense Atletikstadion, Odense 500 spectateurs Arbitre : Myke Hoyer |
| 13 octobre 2012 | Pénalité(s) : J.Jensen (4e), Grantham (49e) |               | Pénalité(s) : Fité 2 (7e, 40e+5) | Odense Atletikstadion, Odense 500 spectateurs Arbitre : Myke Hoyer |
| 13 octobre 2012 |                                             |               |                                  | Odense Atletikstadion, Odense 500 spectateurs Arbitre : Myke Hoyer |

| 13 octobre 2012 | Israël | 48 – 22 (24 – 3) | Serbie | Wingate Stadium, Netanya 1 500 spectateurs Arbitre : Frank Himmer |
| 13 octobre 2012 | Essai(s) : Tollman (13e), Eli (19e), Brosh (30e), Humphreys (38e), Rainstein (43e), N.Kaplan 2 (59e, 71e), Maguid (74e) Transformation(s) : Tollman 3 (20e, 31e, 44e), Rainstein (75e) |                  | Essai(s) : Pirković (47e), Orlović (55e), Ljubicić (78e) Transformation(s) : Martić 2 (47e, 55e) Pénalité(s) : Martić (15e) | Wingate Stadium, Netanya 1 500 spectateurs Arbitre : Frank Himmer |
| 13 octobre 2012 | |                  | | Wingate Stadium, Netanya 1 500 spectateurs Arbitre : Frank Himmer |

| 27 octobre 2012 | Andorre                     | 5 – 26 (5 - 7) | Israël | Camp d'Esports del M.I. Consell General, Andorre-la-Vieille Arbitre : Ken Lambrechts |
| 27 octobre 2012 | Essai(s) : Taurinya 1 (32e) |                | Essai(s) : Humphreys 2 (20e, 59e), de pénalité (50e), Brosh (74e) Transformation(s) : Tollman 2 (21e, 50e), Rainstein (60e) | Camp d'Esports del M.I. Consell General, Andorre-la-Vieille Arbitre : Ken Lambrechts |
| 27 octobre 2012 |                             |                | | Camp d'Esports del M.I. Consell General, Andorre-la-Vieille Arbitre : Ken Lambrechts |

| 27 octobre 2012 | Serbie | 39 – 21 (22 - 7) | Lettonie                                                                                                  | Milicionar Stadium, Belgrade 200 spectateurs Arbitre : Poplavski |
| 27 octobre 2012 | Essai(s) : Kapor 2 (7e, 40e+2), Labus (25e), Martić (42e), Rastovac (60e), Janković (68e) Transformation(s) : Martić 3 (7e, 40e+2, 60e) Pénalité(s) : Martić (29e) |                  | Essai(s) : Skuja (34e), Pepa (47e), Streikišs (80e) Transformation(s) : Raņķis (35e), Tumins 2 (47e, 80e) | Milicionar Stadium, Belgrade 200 spectateurs Arbitre : Poplavski |
| 27 octobre 2012 | |                  | | Milicionar Stadium, Belgrade 200 spectateurs Arbitre : Poplavski |

| 3 novembre 2012 | Lettonie | 27 – 15 (15 - 5) | Danemark | Stade Daugava, Riga Arbitre : Ucha Narimanidze |
| 3 novembre 2012 | Essai(s) : Skuja (15e), N.Bērziņš (40e+4), Zalcmanis (47e), Streikišs (63e) Transformation(s) : Tumins 2 (40e+5, 64e) Pénalité(s) : Tumins (6e) |                  | Essai(s) : Le Roux (36e), Mellgaard (79e) Transformation(s) : Joshua Jesper (79e) Pénalité(s) : Grantham (57e) | Stade Daugava, Riga Arbitre : Ucha Narimanidze |
| 3 novembre 2012 | |                  | | Stade Daugava, Riga Arbitre : Ucha Narimanidze |

| 3 novembre 2012 | Serbie | 23 – 26 (13 - 12) | Andorre                                                                                             | Milicionar Stadium, Belgrade Arbitre : Gregorz Michalik |
| 3 novembre 2012 | Essai(s) : Kapor (26e), Živanov (51e) Transformation(s) : Martić 2 (27e, 52e) Pénalité(s) : Kapor (15e), Martić 2 (34e, 56e) |                   | Essai(s) : Canturri (61e) Pénalité(s) : Abelló 6 (8e, 18e, 23e, 31e, 55e, 78e) Drop(s) : Fite (48e) | Milicionar Stadium, Belgrade Arbitre : Gregorz Michalik |
| 3 novembre 2012 | |                   | | Milicionar Stadium, Belgrade Arbitre : Gregorz Michalik |

| 30 mars 2013 | Andorre                                                   | 11 – 22 (3 - 7) | Lettonie                                                                                             | Camp d'Esports del M.I. Consell General, Andorre-la-Vieille 450 spectateurs Arbitre : Hrvoje Bartolić |
| 30 mars 2013 | Essai(s) : C.Garcia (43e) Pénalité(s) : Pons 2 (20e, 64e) |                 | Essai(s) : Borisons 2 (10e, 50e), Haleckis (47e), Zalcmanis (73e) Transformation(s) : Haleckis (11e) | Camp d'Esports del M.I. Consell General, Andorre-la-Vieille 450 spectateurs Arbitre : Hrvoje Bartolić |
| 30 mars 2013 |                                                           |                 | | Camp d'Esports del M.I. Consell General, Andorre-la-Vieille 450 spectateurs Arbitre : Hrvoje Bartolić |

| 6 avril 2013 | Israël                                                                                              | 17 – 15 (17 - 10) | Lettonie                                                                                          | Wingate Stadium, Netanya 2 300 spectateurs Arbitre : Mario Jelavic |
| 6 avril 2013 | Essai(s) : M.Radashkovich (7e), J.Radashkovich (15e), Eli (23e) Transformation(s) : Humphreys (23e) |                   | Essai(s) : Zagorskis 2 (39e, 66e) Transformation(s) : Zagorskis (40e) Pénalité(s) : Haleckis (3e) | Wingate Stadium, Netanya 2 300 spectateurs Arbitre : Mario Jelavic |
| 6 avril 2013 | |                   |                                                                                                   | Wingate Stadium, Netanya 2 300 spectateurs Arbitre : Mario Jelavic |

| 13 avril 2013 | Danemark | 38 – 0 (14 - 0) | Serbie | Odense Atletikstadion, Odense 300 spectateurs Arbitre : George Mossford |
| 13 avril 2013 | Essai(s) : Jo.Jensen (10e), Robertson (17e), Valbak (55e), Nielsen (75e), Le Roux (80e) Transformation(s) : Grantham 5 (10e, 17e, 55e, 75e, 80e) Pénalité(s) : Grantham (46e) |                 |        | Odense Atletikstadion, Odense 300 spectateurs Arbitre : George Mossford |
| 13 avril 2013 | |                 |        | Odense Atletikstadion, Odense 300 spectateurs Arbitre : George Mossford |

| 20 avril 2013 | Israël | 46 – 3 (24 - 3) | Danemark                     | Wingate Stadium, Netanya 1 000 spectateurs Arbitre : Tomas Tuma |
| 20 avril 2013 | Essai(s) : J.Radashkovich (20e), M.Radashkovich (35e), Humphreys (40e), Brosh (42e), Gurtovoy (46e), Kaplan (68e), Matisis (78e) Transformation(s) : Pryimak 4 (20e, 35e, 40e, 78e) Pénalité(s) : Pryimak (12e) |                 | Pénalité(s) : Grantham (27e) | Wingate Stadium, Netanya 1 000 spectateurs Arbitre : Tomas Tuma |
| 20 avril 2013 | |                 |                              | Wingate Stadium, Netanya 1 000 spectateurs Arbitre : Tomas Tuma |

Matchs retour
| 12 octobre 2013 | Lettonie | 25 – 14 (13 - 0) | Serbie                                                                          | Jāņa Daliņa stadions, Valmiera 173 spectateurs Arbitre : Vladimir Volovik |
| 12 octobre 2013 | Essai(s) : Pilenieks 2 (18e, 39e), Larionovs (63e), K.Bērziņš (77e) Transformation(s) : K.Bērziņš (77e) Pénalité(s) : K.Bērziņš (14e) |                  | Essai(s) : Kušić (53e), Ljubičić (56e) Transformation(s) : Orlović 2 (54e, 56e) | Jāņa Daliņa stadions, Valmiera 173 spectateurs Arbitre : Vladimir Volovik |
| 12 octobre 2013 | |                  |                                                                                 | Jāņa Daliņa stadions, Valmiera 173 spectateurs Arbitre : Vladimir Volovik |

| 19 octobre 2013 | Serbie                             | 6 – 18 (6 - 8) | Israël                                                                                  | stadion Makiš, Belgrade 450 spectateurs Arbitre : Lionel Da Silva |
| 19 octobre 2013 | Pénalité(s) : Orlović 2 (14e, 28e) |                | Essai(s) : J.Radahkovich (25e), Rozenberg (59e), Dotan (77e) Pénalité(s) : Pryimak (3e) | stadion Makiš, Belgrade 450 spectateurs Arbitre : Lionel Da Silva |
| 19 octobre 2013 |                                    |                |                                                                                         | stadion Makiš, Belgrade 450 spectateurs Arbitre : Lionel Da Silva |

| 26 octobre 2013 | Lettonie                                                                           | 19 – 22 (6 - 16) | Andorre | Zemgales Olimpiskais centrs, Jelgava 300 spectateurs Arbitre : Gerd Visser |
| 26 octobre 2013 | Essai(s) : Cīrulis (52e), K.Bērziņš (62e) Pénalité(s) : K.Bērziņš 3 (8e, 24e, 60e) |                  | Essai(s) : Fite (40e+3) Transformation(s) : Abelló (40e+3) Pénalité(s) : Abelló 4 (6e, 10e, 68e, 77e) Drop(s) : Abelló (33e) | Zemgales Olimpiskais centrs, Jelgava 300 spectateurs Arbitre : Gerd Visser |
| 26 octobre 2013 |                                                                                    |                  | | Zemgales Olimpiskais centrs, Jelgava 300 spectateurs Arbitre : Gerd Visser |

| 2 novembre 2013 | Danemark                                                                                      | 13 – 15 (13 - 0) | Israël                                                                                              | Odense Atletikstadion, Odense 250 spectateurs Arbitre : George Mossford |
| 2 novembre 2013 | Essai(s) : Nielsen (40e+1) Transformation(s) : Hurst (40e+2) Pénalité(s) : Hurst 2 (1re, 32e) |                  | Essai(s) : Eli (57e), Rainstein (62e) Transformation(s) : Abutbul (58e) Pénalité(s) : Abutbul (76e) | Odense Atletikstadion, Odense 250 spectateurs Arbitre : George Mossford |
| 2 novembre 2013 |                                                                                               |                  | | Odense Atletikstadion, Odense 250 spectateurs Arbitre : George Mossford |

| 23 novembre 2013 | Andorre | 22 – 11 (17 - 5) | Danemark                                                | Camp d'Esports del M.I. Consell General, Andorre-la-Vieille Arbitre : Ken Lambrechts |
| 23 novembre 2013 | Essai(s) : Alieu (32e), Rekhviashvili (36e), Berrier (64e) Transformation(s) : Abello 2 (32e, 36e) Pénalité(s) : Abello (21e) |                  | Essai(s) : Hurst (12e) Pénalité(s) : Hurst 2 (48e, 61e) | Camp d'Esports del M.I. Consell General, Andorre-la-Vieille Arbitre : Ken Lambrechts |
| 23 novembre 2013 | |                  |                                                         | Camp d'Esports del M.I. Consell General, Andorre-la-Vieille Arbitre : Ken Lambrechts |

| 30 mars 2013 | Andorre                                                                                          | 23 – 13 (15 - 6) | Serbie                                                                                     | Camp d'Esports del M.I. Consell General, Andorre-la-Vieille 250 spectateurs Arbitre : Maxime Burlet |
| 30 mars 2013 | Essai(s) : Rekhviashvili (4e), Dolsa (24e), Fite (35e), Canturri (68e) Pénalité(s) : Dolsa (61e) |                  | Essai(s) : Orlović (72e) Transformation(s) : Jelić (73e) Pénalité(s) : Orlović 2 (7e, 29e) | Camp d'Esports del M.I. Consell General, Andorre-la-Vieille 250 spectateurs Arbitre : Maxime Burlet |
| 30 mars 2013 |                                                                                                  |                  |                                                                                            | Camp d'Esports del M.I. Consell General, Andorre-la-Vieille 250 spectateurs Arbitre : Maxime Burlet |

| 12 avril 2014 | Israël | 20 – 16 (5 - 10) | Andorre                                                                                             | Wingate Stadium, Netanya 1 000 spectateurs Arbitre : Robert Diaconescu |
| 12 avril 2014 | Essai(s) : Tollman 2 (33e, 57e), Levy (78e) Transformation(s) : Abutbul (78e) Pénalité(s) : Abutbul (44e) |                  | Essai(s) : Jamrulidze (25e) Transformation(s) : Abello (26e) Pénalité(s) : Abello 3 (1re, 56e, 77e) | Wingate Stadium, Netanya 1 000 spectateurs Arbitre : Robert Diaconescu |
| 12 avril 2014 | |                  | | Wingate Stadium, Netanya 1 000 spectateurs Arbitre : Robert Diaconescu |

| 12 avril 2014 | Serbie                                                                                         | 19 – 33 (0 - 11) | Danemark | Stadion Kralj Petar I, Belgrade 300 spectateurs Arbitre : Tomáš Tuma |
| 12 avril 2014 | Essai(s) : Orlović (51e), Kusić (61e), Rastovac (71e) Transformation(s) : Orlović 2 (52e, 62e) |                  | Essai(s) : Harreskov (20e), Tell (48e), Melgaard (74e), Mayn (78e) Transformation(s) : M. Jensen 2 (49e, 78e) Pénalité(s) : Grantham 2 (6e, 29e), M. Jensen (80e) | Stadion Kralj Petar I, Belgrade 300 spectateurs Arbitre : Tomáš Tuma |
| 12 avril 2014 |                                                                                                |                  | | Stadion Kralj Petar I, Belgrade 300 spectateurs Arbitre : Tomáš Tuma |

| 26 avril 2014 | Lettonie | 29 – 22 (24 - 5) | Israël                                                                                                  | Riga 400 spectateurs Arbitre : Vladimir Pikhovin |
| 26 avril 2014 | Essai(s) : Aivars (5e), K.Bērziņš 2 (12e, 51e), Zalcmanis (17e), Bramanis (21e) Transformation(s) : K.Bērziņš 2 (18e, 22e) |                  | Essai(s) : Maguid (32e), Droizen (46e), N.Kaplan (54e), Feldman (61e) Transformation(s) : Abutbul (55e) | Riga 400 spectateurs Arbitre : Vladimir Pikhovin |
| 26 avril 2014 | |                  | | Riga 400 spectateurs Arbitre : Vladimir Pikhovin |

| 3 mai 2014 | Danemark                                  | 9 – 16 (6 - 3) | Lettonie                                                                                                  | Odense Atletikstadion, Odense Arbitre : Ramūnas Grumbinas |
| 3 mai 2014 | Pénalité(s) : M. Jensen 3 (25e, 39e, 45e) |                | Essai(s) : Bramanis (56e) Transformation(s) : K. Bērziņš (56e) Pénalité(s) : K. Bērziņš 3 (16e, 47e, 76e) | Odense Atletikstadion, Odense Arbitre : Ramūnas Grumbinas |
| 3 mai 2014 |                                           |                | | Odense Atletikstadion, Odense Arbitre : Ramūnas Grumbinas |

## Division 2C

### Classement
La Hongrie est maintenue en division 2C à la suite de la non-participation de l'Arménie pour la saison 2012-2014.
| Rang | Pays         | J | V | N | D | Bo | Bd | Pm  | Pe  | Diff | Pts |
| ---- | ------------ | - | - | - | - | -- | -- | --- | --- | ---- | --- |
| 1    | Chypre (P)   | 8 | 8 | 0 | 0 | 6  | 0  | 346 | 92  | +254 | 38  |
| 2    | Hongrie      | 8 | 5 | 0 | 3 | 2  | 2  | 199 | 123 | +76  | 24  |
| 3    | Slovénie (R) | 8 | 3 | 0 | 5 | 2  | 1  | 109 | 202 | -93  | 15  |
| 4    | Autriche     | 8 | 2 | 0 | 6 | 1  | 3  | 155 | 166 | -11  | 12  |
| 5    | Bulgarie (P) | 8 | 2 | 0 | 6 | 0  | 1  | 116 | 342 | -226 | 9   |

|  | Promu en Division 2B (no 1).                        |
|  | Barrage face au quatrième de la Division 2B (no 2). |
|  | Barrage face au deuxième de la Division 2D (no 4).  |
|  | Relégué en Division 2D (no 5).                      |
|  | R : relégué en 2012 • P : promu en 2012             |

### Résultats détaillés

#### Tableau des résultats
| Pays     | AUT   | BUL   | CHY   | HON   | SLO   |
| -------- | ----- | ----- | ----- | ----- | ----- |
| Autriche |       | 58-14 | 20-54 | 10-11 | 20-8  |
| Bulgarie | 12-7  |       | 15-46 | 5-67  | 20-14 |
| Chypre   | 22-8  | 79-10 |       | 46-13 | 49-8  |
| Hongrie  | 23-12 | 28-23 | 15-16 |       | 35-3  |
| Slovénie | 22-20 | 43-17 | 3-34  | 8-7   |       |

|  | Victoire à domicile |  | Match nul |  | Défaite à domicile |

#### Détail des résultats
Matchs aller
| 6 octobre 2012 | Hongrie | 28 – 23 (22 – 16) | Bulgarie | Széktói Stadion, Kecskemét Arbitre : Jean-Luc Rebollal |
| 6 octobre 2012 | Essai(s) : Gyurcsik (3e), Tóth (19e), Réfi (40e) Transformation(s) : Nagyhegyesi 2 (20e, 40e) Pénalité(s) : Nagyhegyesi 2 (73e, 78e) Drop(s) : Lloyd (32e) |                   | Essai(s) : Nikolov (28e), I. Ivanov (46e) Transformation(s) : Minchev (29e), Nikolov (47e) Pénalité(s) : Minchev 3 (12e, 23e, 39e) | Széktói Stadion, Kecskemét Arbitre : Jean-Luc Rebollal |
| 6 octobre 2012 | |                   | | Széktói Stadion, Kecskemét Arbitre : Jean-Luc Rebollal |

| 20 octobre 2012 | Bulgarie                                                       | 12 – 7 (0 – 7) | Autriche                                              | National Sports Academy Vassil Levski, Sofia Arbitre : Gia Amirkhanashvili |
| 20 octobre 2012 | Essai(s) : Ivanov 2 (43e, 53e) Transformation(s) : Mihov (54e) |                | Essai(s) : Kolb (32e) Transformation(s) : Navas (33e) | National Sports Academy Vassil Levski, Sofia Arbitre : Gia Amirkhanashvili |
| 20 octobre 2012 |                                                                |                |                                                       | National Sports Academy Vassil Levski, Sofia Arbitre : Gia Amirkhanashvili |

| 27 octobre 2012 | Slovénie                                          | 8 – 7 (5 – 0) | Hongrie                                               | Stanežiče igrišče Oval, Ljubljana 400 spectateurs Arbitre : George Kaloxilos |
| 27 octobre 2012 | Essai(s) : Jovič (29e) Pénalité(s) : Suljič (57e) |               | Essai(s) : Bán (49e) Transformation(s) : Collet (49e) | Stanežiče igrišče Oval, Ljubljana 400 spectateurs Arbitre : George Kaloxilos |
| 27 octobre 2012 |                                                   |               |                                                       | Stanežiče igrišče Oval, Ljubljana 400 spectateurs Arbitre : George Kaloxilos |

| 17 novembre 2012 | Autriche | 20 – 54 (15 – 34) | Chypre | Stade Hohe Warte, Vienne Arbitre : Karlis Sarkans |
| 17 novembre 2012 | Essai(s) : Vana (12e), Polak (33e), Zoechling (69e) Transformation(s) : Navas (33e) Pénalité(s) : Navas (27e) |                   | Essai(s) : Thomas (6e), Agathocleous (19e), Holden (25e), Efthymiou (29e), Loizidis (36e), de pénalité (50e), Torgut (72e) Transformation(s) : Holden 5 (6e, 25e, 36e, 50e, 72e) Pénalité(s) : Holden 3 (15e, 46e, 55e) | Stade Hohe Warte, Vienne Arbitre : Karlis Sarkans |
| 17 novembre 2012 | |                   | | Stade Hohe Warte, Vienne Arbitre : Karlis Sarkans |

| 8 décembre 2012 | Chypre | 49 – 8 (27 – 5) | Slovénie                                              | Paphiako Stadium, Paphos 500 spectateurs Arbitre : Lionel Da Silva |
| 8 décembre 2012 | Essai(s) : Bilton 2 (5e, 41e), King 2 (8e, 17e), Loizidis (35e), Thoma (56e), Binikos (61e), Mladenovic (72e) Transformation(s) : Bilton 3 (9e, 18e, 57e) Pénalité(s) : Bilton (32e) |                 | Essai(s) : Jovanovič (26e) Pénalité(s) : Suljič (80e) | Paphiako Stadium, Paphos 500 spectateurs Arbitre : Lionel Da Silva |
| 8 décembre 2012 | |                 |                                                       | Paphiako Stadium, Paphos 500 spectateurs Arbitre : Lionel Da Silva |

| 16 mars 2013 | Chypre | 79 – 10 (46 - 3) | Bulgarie                                                                                 | Paphiako Stadium, Paphos 500 spectateurs Arbitre : Didier Welfring |
| 16 mars 2013 | Essai(s) : Ioannides 4 (6e, 23e, 33e, 78e), Loizides 2 (19e, 31e), Torgut (21e), Efthymiou 3 (39e, 59e, 70e), Holden (41e), Binikos (55e) Transformation(s) : Holden 8 (7e, 22e, 32e, 40e, 42e, 56e, 71e, 79e) Pénalité(s) : Holden (9e) |                  | Essai(s) : Stoyanov (51e) Transformation(s) : Stoyanov (52e) Pénalité(s) : Stoyanov (3e) | Paphiako Stadium, Paphos 500 spectateurs Arbitre : Didier Welfring |
| 16 mars 2013 | |                  |                                                                                          | Paphiako Stadium, Paphos 500 spectateurs Arbitre : Didier Welfring |

| 6 avril 2013 | Autriche                                                                                  | 10 – 11 (7 - 3) | Hongrie                                                   | Sportanlage Dirnelwiese, Vienne 500 spectateurs Arbitre : Stepan Cekal |
| 6 avril 2013 | Essai(s) : Farkhondeh-Fal (30e) Transformation(s) : Navas (30e) Pénalité(s) : Navas (52e) |                 | Essai(s) : Collet (73e) Pénalité(s) : Collet 2 (36e, 55e) | Sportanlage Dirnelwiese, Vienne 500 spectateurs Arbitre : Stepan Cekal |
| 6 avril 2013 |                                                                                           |                 |                                                           | Sportanlage Dirnelwiese, Vienne 500 spectateurs Arbitre : Stepan Cekal |

| 6 avril 2013 | Bulgarie                                                                          | 20 – 14 (14 - 7) | Slovénie                                                                                    | Stade NSA, Sofia 500 spectateurs Arbitre : Sergey Poplavskyi |
| 6 avril 2013 | Essai(s) : A.Ivanov (2e) Pénalité(s) : Debrenliev 5 (15e, 30e, 40e+3, 48e, 80e+4) |                  | Essai(s) : Troppan (6e), Horvat (46e) Transformation(s) : Radelj Šemrov (6e), Sajevic (46e) | Stade NSA, Sofia 500 spectateurs Arbitre : Sergey Poplavskyi |
| 6 avril 2013 |                                                                                   |                  |                                                                                             | Stade NSA, Sofia 500 spectateurs Arbitre : Sergey Poplavskyi |

| 20 avril 2013 | Hongrie                                         | 15 – 16 (6 – 13) | Chypre                                                                                          | Vasas Stadion, Esztergom Arbitre : Dejan Štiglić |
| 20 avril 2013 | Pénalité(s) : Collet 5 (2e, 29e, 49e, 59e, 72e) |                  | Essai(s) : Frixou (24e) Transformation(s) : Holden (24e) Pénalité(s) : Holden 3 (17e, 21e, 53e) | Vasas Stadion, Esztergom Arbitre : Dejan Štiglić |
| 20 avril 2013 |                                                 |                  |                                                                                                 | Vasas Stadion, Esztergom Arbitre : Dejan Štiglić |

| 20 avril 2013 | Slovénie                                                                                              | 22 – 20 (5 – 17) | Autriche | Stanežiče igrišče Oval, Ljubljana Arbitre : Iñigo Atorrasagasti |
| 20 avril 2013 | Essai(s) : Javornik (18e), Hočevar 2 (43e, 47e), Horvat (76e) Transformation(s) : Radelj Šemrov (48e) |                  | Essai(s) : Dachler (4e), Farkhondeh Fal (37e) Transformation(s) : Navas 2 (5e, 37e) Pénalité(s) : Navas 2 (15e, 54e) | Stanežiče igrišče Oval, Ljubljana Arbitre : Iñigo Atorrasagasti |
| 20 avril 2013 | |                  | | Stanežiče igrišče Oval, Ljubljana Arbitre : Iñigo Atorrasagasti |

Matchs retour
| 5 octobre 2013 | Bulgarie                 | 5 – 67 (0 - 41) | Hongrie | National Sports Academy Vassil Levski, Sofia Arbitre : Mario Jelavić |
| 5 octobre 2013 | Essai(s) : Todorov (79e) |                 | Essai(s) : Toth 3 (9e, 11e, 70e), Kőműves 3 (16e, 39e, 55e), Jung (23e), Darquier 2 (33e, 43e), Katona (80e+2) Transformation(s) : Collet 6 (10e, 12e, 23e, 34e, 70e, 80e+3), Nagyhegyesi (55e) Pénalité(s) : Collet (2e) | National Sports Academy Vassil Levski, Sofia Arbitre : Mario Jelavić |
| 5 octobre 2013 |                          |                 | | National Sports Academy Vassil Levski, Sofia Arbitre : Mario Jelavić |

| 19 octobre 2013 | Autriche | 58 – 14 (27 - 6) | Bulgarie                                                           | Stadion Hohe Warte, Vienne 500 spectateurs Arbitre : Ramūnas Grumbinas |
| 19 octobre 2013 | Essai(s) : Reiseneder (32e), Hemetsberger (34e), Asboth 2 (43e, 64e), Navas (46e), Aslanyan (67e), de pénalité (76e) Transformation(s) : Navas 4 (34e, 47e, 65e, 76e) Pénalité(s) : Navas 5 (9e, 13e, 16e, 18e, 39e) |                  | Essai(s) : Perry (80e+2) Pénalité(s) : Debrenliev 3 (5e, 10e, 61e) | Stadion Hohe Warte, Vienne 500 spectateurs Arbitre : Ramūnas Grumbinas |
| 19 octobre 2013 | |                  |                                                                    | Stadion Hohe Warte, Vienne 500 spectateurs Arbitre : Ramūnas Grumbinas |

| 26 octobre 2013 | Hongrie | 35 – 3 (13 - 0) | Slovénie                | RCH Stadion, Esztergom 600 spectateurs Arbitre : Sergey Poplavskyi |
| 26 octobre 2013 | Essai(s) : Valoo (13e), Ducrocq (64e), Máthé (75e), Prakter (80e+4) Transformation(s) : Collet 3 (14e, 76e, 80e+5) Pénalité(s) : Collet 3 (2e, 27e, 52e) |                 | Pénalité(s) : Žle (50e) | RCH Stadion, Esztergom 600 spectateurs Arbitre : Sergey Poplavskyi |
| 26 octobre 2013 | |                 |                         | RCH Stadion, Esztergom 600 spectateurs Arbitre : Sergey Poplavskyi |

| 9 novembre 2013 | Slovénie                          | 3 – 34 (3 - 22) | Chypre | Stanežiče igrišče Oval, Ljubljana 500 spectateurs Arbitre : Cristian Raduta |
| 9 novembre 2013 | Pénalité(s) : Radelj Šemrov (20e) |                 | Essai(s) : Efthymiou (8e), Panayiotou (27e), Loizias (38e), Constantinides (53e), Antoniou (55e) Transformation(s) : Zavallis 3 (8e, 38e, 53e) Pénalité(s) : Zavallis (37e) | Stanežiče igrišče Oval, Ljubljana 500 spectateurs Arbitre : Cristian Raduta |
| 9 novembre 2013 |                                   |                 | | Stanežiče igrišče Oval, Ljubljana 500 spectateurs Arbitre : Cristian Raduta |

| 30 novembre 2013 | Chypre | 22 – 8 (15 - 3) | Autriche                                                  | Paphiako Stadium, Paphos Arbitre : George Kaloxilos |
| 30 novembre 2013 | Essai(s) : Loizia 2 (12e, 61e), Constantinides (33e) Transformation(s) : Zavallis 2 (12e, 62e) Pénalité(s) : Zavallis (19e) |                 | Essai(s) : Farkhondeh-Fal (46e) Pénalité(s) : Navas (10e) | Paphiako Stadium, Paphos Arbitre : George Kaloxilos |
| 30 novembre 2013 | |                 |                                                           | Paphiako Stadium, Paphos Arbitre : George Kaloxilos |

| 12 avril 2014 | Hongrie | 23 – 12 (20 - 0) | Autriche                                                                       | RCH Stadion, Esztergom 800 spectateurs Arbitre : Ariel Cabral |
| 12 avril 2014 | Essai(s) : Collet (19e), Komuves (32e) Transformation(s) : Katona (20e), Collet (33e) Pénalité(s) : Katona (5e), Collet 2 (26e, 66e) |                  | Essai(s) : Müller (61e), Reiseneder (73e) Transformation(s) : Reiseneder (74e) | RCH Stadion, Esztergom 800 spectateurs Arbitre : Ariel Cabral |
| 12 avril 2014 | |                  |                                                                                | RCH Stadion, Esztergom 800 spectateurs Arbitre : Ariel Cabral |

| 12 avril 2014 | Slovénie | 43 – 17 (19 - 12) | Bulgarie                                                                                   | Park Šiška, Ljubljana 2 100 spectateurs Arbitre : Hrvoje Bartolič |
| 12 avril 2014 | Essai(s) : Hočevar (3e), G.F. Skofic (28e), M.N. Skofic 3 (32e, 55e, 68e), Radelj-Šemrov (59e), Miklič (80e) Transformation(s) : Burnik 2 (29e, 33e), F.J. Skofic 2 (60e, 69e) |                   | Essai(s) : Ivanov (16e), Petrov (40e), Odadzhiyski (42e) Transformation(s) : Nikolov (17e) | Park Šiška, Ljubljana 2 100 spectateurs Arbitre : Hrvoje Bartolič |
| 12 avril 2014 | |                   |                                                                                            | Park Šiška, Ljubljana 2 100 spectateurs Arbitre : Hrvoje Bartolič |

| 26 avril 2014 | Bulgarie | 15 – 46 (3 - 39) | Chypre | National Sports Academy Vassil Levski, Sofia Arbitre : Sergey Poplavskyi |
| 26 avril 2014 | Essai(s) : Gumushan (51e), Stefanov (80e+2) Transformation(s) : Nikolov (52e) Pénalité(s) : Debrenliev (40e) |                  | Essai(s) : Mladenovic (5e), Antoniades (12e), Zavallis 2 (14e, 36e), Eleftheriou (27e), Loizia 2 (38e, 65e) Transformation(s) : Zavallis 2 (4e, 37e), Loizia 2 (39e, 66e) Pénalité(s) : Zavallis (10e) | National Sports Academy Vassil Levski, Sofia Arbitre : Sergey Poplavskyi |
| 26 avril 2014 | |                  | | National Sports Academy Vassil Levski, Sofia Arbitre : Sergey Poplavskyi |

| 3 mai 2014 | Autriche | 20 – 8 (10 - 3) | Slovénie                                           | Stadion Hohe Warte, Vienne Arbitre : Mario Jelavic |
| 3 mai 2014 | Essai(s) : D. Kinsky (20e), Farkhondeh-Fal (72e) Transformation(s) : Navas 2 (20e, 72e) Pénalité(s) : Navas 2 (9e, 76e) |                 | Essai(s) : Suljič (66e) Pénalité(s) : Burnik (12e) | Stadion Hohe Warte, Vienne Arbitre : Mario Jelavic |
| 3 mai 2014 | |                 |                                                    | Stadion Hohe Warte, Vienne Arbitre : Mario Jelavic |

| 17 mai 2014 | Chypre                                                                                      | 46 – 13 (29 - 6) | Hongrie                                                                   | Paphiako Stadium, Paphos 500 spectateurs Arbitre : Paulo Duarte |
| 17 mai 2014 | Essai(s) : Constantinides 2, Efthymiou 2, Binikos 3, Zavallis Transformation(s) : Loizias 3 |                  | Essai(s) : Koteles Transformation(s) : Nagyhegyesi Pénalité(s) : Collet 2 | Paphiako Stadium, Paphos 500 spectateurs Arbitre : Paulo Duarte |
| 17 mai 2014 |                                                                                             |                  |                                                                           | Paphiako Stadium, Paphos 500 spectateurs Arbitre : Paulo Duarte |

## Division 2D

### Classement
La Finlande est maintenue en division 2D à la suite de la non-participation de l'Arménie pour la saison 2012-2014.
| Rang | Pays                   | J | V | N | D | Bo | Bd | Pm  | Pe  | Diff | Pts |
| ---- | ---------------------- | - | - | - | - | -- | -- | --- | --- | ---- | --- |
| 1    | Luxembourg             | 8 | 6 | 0 | 2 | 1  | 0  | 174 | 108 | +66  | 25  |
| 2    | Bosnie-Herzégovine (P) | 8 | 4 | 0 | 4 | 1  | 4  | 187 | 132 | +55  | 21  |
| 3    | Norvège (R)            | 8 | 4 | 0 | 4 | 2  | 3  | 141 | 135 | +6   | 21  |
| 4    | Finlande               | 8 | 3 | 0 | 5 | 2  | 2  | 128 | 174 | -46  | 16  |
| 5    | Grèce                  | 8 | 3 | 0 | 5 | 0  | 1  | 132 | 213 | -81  | 13  |

|  | Promu en Division 2C (no 1).                        |
|  | Barrage face au quatrième de la Division 2C (no 2). |
|  | Relégué en Division 3 (no 5).                       |
|  | R : relégué en 2012 • P : promu en 2012             |

### Résultats détaillés

#### Tableau des résultats
| Pays        | BOS   | FIN   | GRE   | LUX   | NOR   |
| ----------- | ----- | ----- | ----- | ----- | ----- |
| Bosnie-Her. |       | 19-15 | 17-20 | 33-23 | 43-0  |
| Finlande    | 29-28 |       | 35-20 | 14-16 | 12-24 |
| Grèce       | 22-17 | 11-13 |       | 8-52  | 21-14 |
| Luxembourg  | 12-24 | 27-7  | 20-7  |       | 15-8  |
| Norvège     | 11-9  | 32-3  | 45-23 | 7-9   |       |

|  | Victoire à domicile |  | Match nul |  | Défaite à domicile |

#### Détail des résultats
Matchs aller
| 6 octobre 2012 | Finlande                                                                             | 14 – 16 (0 – 6) | Luxembourg                                                                                               | Myllypuro Sports Park, Helsinki Arbitre : Michael Vestorp |
| 6 octobre 2012 | Essai(s) : Luopio (56e), Devenyi (76e) Transformation(s) : Luopio (57e), Cammi (77e) |                 | Essai(s) : Vimond (49e) Transformation(s) : Ketema (50e) Pénalité(s) : Ketema 2 (26e, 46e), Harris (40e) | Myllypuro Sports Park, Helsinki Arbitre : Michael Vestorp |
| 6 octobre 2012 |                                                                                      |                 | | Myllypuro Sports Park, Helsinki Arbitre : Michael Vestorp |

| 20 octobre 2012 | Norvège | 32 – 3 (15 – 3) | Finlande                  | Bislett Stadion, Oslo Arbitre : Kacper Michałkiewicz |
| 20 octobre 2012 | Essai(s) : Diessner 2 (21e, 42e), Gormley (38e), Davy (59e), Buncle (79e) Transformation(s) : Borsheim 2 (39e, 59e) Pénalité(s) : Borsheim (25e) |                 | Pénalité(s) : Lammi (13e) | Bislett Stadion, Oslo Arbitre : Kacper Michałkiewicz |
| 20 octobre 2012 | |                 |                           | Bislett Stadion, Oslo Arbitre : Kacper Michałkiewicz |

| 3 novembre 2012 | Norvège                                                          | 11 – 9 (0 – 6) | Bosnie-Herzégovine                                             | Fana Stadion, Bergen Arbitre : Ramonas Grumbinas |
| 3 novembre 2012 | Essai(s) : Pettersen (66e) Pénalité(s) : Borsheim 2 (59e, 80e+2) |                | Pénalité(s) : Vehabović 2 (33e, 44e) Drop(s) : Vehabović (15e) | Fana Stadion, Bergen Arbitre : Ramonas Grumbinas |
| 3 novembre 2012 |                                                                  |                |                                                                | Fana Stadion, Bergen Arbitre : Ramonas Grumbinas |

| 10 novembre 2012 | Luxembourg                                            | 15 – 8 (5 – 0) | Norvège                                                | Stade Josy-Barthel, Luxembourg 700 spectateurs Arbitre : Christophe Secat |
| 10 novembre 2012 | Essai(s) : Barnard (38e), Vimond (52e), Giffard (63e) |                | Essai(s) : Borsheim (71e) Pénalité(s) : Borsheim (60e) | Stade Josy-Barthel, Luxembourg 700 spectateurs Arbitre : Christophe Secat |
| 10 novembre 2012 |                                                       |                |                                                        | Stade Josy-Barthel, Luxembourg 700 spectateurs Arbitre : Christophe Secat |

| 17 novembre 2012 | Grèce | 22 – 17 (16 – 10) | Bosnie-Herzégovine                                                                 | Stade Kaftantzoglio, Thessalonique Arbitre : Afonso Nogueira |
| 17 novembre 2012 | Essai(s) : Moysiadis (40e) Transformation(s) : Moysiadis (40e) Pénalité(s) : Kizikurashrili 4 (2e, 20e, 23e, 66e), Meidinger (75e) |                   | Essai(s) : Turčinović 2 (5e, 55e), Subašić (35e) Transformation(s) : Subašić (56e) | Stade Kaftantzoglio, Thessalonique Arbitre : Afonso Nogueira |
| 17 novembre 2012 | |                   |                                                                                    | Stade Kaftantzoglio, Thessalonique Arbitre : Afonso Nogueira |

| 30 mars 2013 | Grèce                                                                   | 11 – 13 (5 – 10) | Finlande                                                            | Dasos Chaidarion, Athènes 300 spectateurs Arbitre : Csaba Priskin |
| 30 mars 2013 | Essai(s) : Kizikurashril (13e) Pénalité(s) : Kizikurashril 2 (55e, 71e) |                  | Essai(s) : Sariola (27e), Grader (38e) Pénalité(s) : Viljanen (48e) | Dasos Chaidarion, Athènes 300 spectateurs Arbitre : Csaba Priskin |
| 30 mars 2013 |                                                                         |                  |                                                                     | Dasos Chaidarion, Athènes 300 spectateurs Arbitre : Csaba Priskin |

| 13 avril 2013 | Bosnie-Herzégovine | 33 – 23 (23 – 10) | Luxembourg | Stadion "Luke" Tešanj, Tešanj 800 spectateurs Arbitre : Alan Falzone |
| 13 avril 2013 | Essai(s) : Vehabović 2 (32e, 39e), Glavas (68e) Transformation(s) : Vehabović 3 (33e, 39e, 69e) Pénalité(s) : Vehabović 4 (9e, 21e, 40e, 55e) |                   | Essai(s) : Logier (29e), Ketema (52e), Hopwood (80e) Transformation(s) : Cohen-Sabban (30e) Pénalité(s) : Cohen-Sabban (10e), Keane (65e) | Stadion "Luke" Tešanj, Tešanj 800 spectateurs Arbitre : Alan Falzone |
| 13 avril 2013 | |                   | | Stadion "Luke" Tešanj, Tešanj 800 spectateurs Arbitre : Alan Falzone |

| 13 avril 2013 | Grèce | 21 – 14 (10 – 3) | Norvège                                                                   | Dasos Chaidarion, Athènes 100 spectateurs Arbitre : Ariel Cabral |
| 13 avril 2013 | Essai(s) : Gorgisheli (30e), Kizikurashrili (47e) Transformation(s) : Kizikurashrili (31e) Pénalité(s) : Kizikurashrili 3 (15e, 68e, 76e) |                  | Essai(s) : Ellingsen Slaata (70e) Pénalité(s) : Gormley 3 (27e, 44e, 53e) | Dasos Chaidarion, Athènes 100 spectateurs Arbitre : Ariel Cabral |
| 13 avril 2013 | |                  |                                                                           | Dasos Chaidarion, Athènes 100 spectateurs Arbitre : Ariel Cabral |

| 20 avril 2013 | Luxembourg | 20 – 7 (10 – 0) | Grèce                                                          | Stade Josy-Barthel, Luxembourg 500 spectateurs Arbitre : Christian Doering |
| 20 avril 2013 | Essai(s) : Louw (31e), Timmermans (48e) Transformation(s) : Keane 2 (32e, 49e) Pénalité(s) : Keane (39e), Ketema (80e) |                 | Essai(s) : Sotiriadis (65e) Transformation(s) : Katsakos (66e) | Stade Josy-Barthel, Luxembourg 500 spectateurs Arbitre : Christian Doering |
| 20 avril 2013 | |                 |                                                                | Stade Josy-Barthel, Luxembourg 500 spectateurs Arbitre : Christian Doering |

| 20 avril 2013 | Bosnie-Herzégovine | 19 – 15 (10 – 5) | Finlande                                        | Kamberović Polje, Zenica Arbitre : Paulo Duarte |
| 20 avril 2013 | Essai(s) : Pojskić (32e) Transformation(s) : Vehabović (32e) Pénalité(s) : Vehabović 2 (12e, 60e) Drop(s) : Subasić (46e), Pasić (47e) |                  | Essai(s) : Maenpaa 2 (15e, 58e), Salminen (49e) | Kamberović Polje, Zenica Arbitre : Paulo Duarte |
| 20 avril 2013 | |                  |                                                 | Kamberović Polje, Zenica Arbitre : Paulo Duarte |

Matchs retour
| 28 septembre 2013 | Finlande | 35 – 20 (15 - 13) | Grèce | Stade Paavo-Nurmi, Turku 400 spectateurs Arbitre : Michael Vestorp |
| 28 septembre 2013 | Essai(s) : Katainen 2 (6e, 70e), Mäenpää (16e), Tuomaala (42e), Van de Walt (57e) Transformation(s) : Myrie 2 (6e, 58e) Pénalité(s) : Myrie 2 (3e, 67e) |                   | Essai(s) : Stephen-Peter (19e), Bourgos (48e) Transformation(s) : Huisman 2 (20e, 49e) Pénalité(s) : Huisman (22e) Drop(s) : Gargoulakis (25e) | Stade Paavo-Nurmi, Turku 400 spectateurs Arbitre : Michael Vestorp |
| 28 septembre 2013 | |                   | | Stade Paavo-Nurmi, Turku 400 spectateurs Arbitre : Michael Vestorp |

| 12 octobre 2013 | Finlande                                                               | 12 – 24 (0 - 16) | Norvège                                                                                           | Stade Paavo-Nurmi, Turku 300 spectateurs Arbitre : Julian Bevan |
| 12 octobre 2013 | Essai(s) : Mäenpää (43e), Finell (73e) Transformation(s) : Myrie (73e) |                  | Essai(s) : Pettersen (21e), Barral (29e), Deissner (62e) Pénalité(s) : Borsheim 3 (18e, 35e, 49e) | Stade Paavo-Nurmi, Turku 300 spectateurs Arbitre : Julian Bevan |
| 12 octobre 2013 |                                                                        |                  |                                                                                                   | Stade Paavo-Nurmi, Turku 300 spectateurs Arbitre : Julian Bevan |

| 12 octobre 2013 | Bosnie-Herzégovine                                                                   | 17 – 20 (5 - 17) | Grèce | Stadion pod Borićima, Bihać Arbitre : Csaba Priskin |
| 12 octobre 2013 | Essai(s) : Oruč (9e), Jovanović (47e), Fetić (69e) Transformation(s) : Subašić (69e) |                  | Essai(s) : Gargoulakis (16e), Kouroumichakis (27e), Huisman (35e) Transformation(s) : Lagoussis (17e) Pénalité(s) : Lagoussis (66e) | Stadion pod Borićima, Bihać Arbitre : Csaba Priskin |
| 12 octobre 2013 |                                                                                      |                  | | Stadion pod Borićima, Bihać Arbitre : Csaba Priskin |

| 19 octobre 2013 | Norvège                                                  | 7 – 9 (7 - 6) | Luxembourg                           | Bislett Stadion, Oslo 250 spectateurs Arbitre : Kārlis Sarkans |
| 19 octobre 2013 | Essai(s) : Gannon (22e) Transformation(s) : Hammer (23e) |               | Pénalité(s) : Keane 3 (6e, 13e, 77e) | Bislett Stadion, Oslo 250 spectateurs Arbitre : Kārlis Sarkans |
| 19 octobre 2013 |                                                          |               |                                      | Bislett Stadion, Oslo 250 spectateurs Arbitre : Kārlis Sarkans |

| 9 novembre 2013 | Luxembourg                                                                 | 12 – 24 (12 - 10) | Bosnie-Herzégovine | Stade Josy-Barthel, Luxembourg Arbitre : Paulo Duarte |
| 9 novembre 2013 | Essai(s) : Da Col (25e), de pénalité (40e) Transformation(s) : Keane (40e) |                   | Essai(s) : Glavaš (12e), Durgut (58e) Transformation(s) : Vehabović (13e) Pénalité(s) : Vehabović 2 (41e, 44e) Drop(s) : Vehabović 2 (36e, 48e) | Stade Josy-Barthel, Luxembourg Arbitre : Paulo Duarte |
| 9 novembre 2013 |                                                                            |                   | | Stade Josy-Barthel, Luxembourg Arbitre : Paulo Duarte |

| 19 avril 2014 | Bosnie-Herzégovine | 43 – 0 (22 - 0) | Norvège | Stadion Kamberovića polje, Zenica 1 200 spectateurs Arbitre : Afonso Nogueira |
| 19 avril 2014 | Essai(s) : Jovanović (25e), Spahić (42e), Durgut (48e), Turčinović (76e) Transformation(s) : Vehabović 4 (25e, 42e, 48e, 76e) Pénalité(s) : Vehabović 5 (5e, 8e, 18e, 22e, 35e) |                 |         | Stadion Kamberovića polje, Zenica 1 200 spectateurs Arbitre : Afonso Nogueira |
| 19 avril 2014 | |                 |         | Stadion Kamberovića polje, Zenica 1 200 spectateurs Arbitre : Afonso Nogueira |

| 26 avril 2014 | Grèce                                                      | 8 – 52 (3 - 12) | Luxembourg | Stade Kaftantzoglio, Thessalonique Arbitre : Julian Bevan |
| 26 avril 2014 | Essai(s) : Euaggelidis (69e) Pénalité(s) : Meidenger (31e) |                 | Essai(s) : Simon 3 (15e, 22e, 59e), Rezapour (41e), Vimond (61e), Louw (67e), Rossa 2 (71e, 77e) Transformation(s) : Browne 6 (22e, 41e, 61e, 67e, 71e, 77e) | Stade Kaftantzoglio, Thessalonique Arbitre : Julian Bevan |
| 26 avril 2014 |                                                            |                 | | Stade Kaftantzoglio, Thessalonique Arbitre : Julian Bevan |

| 10 mai 2014 | Norvège | 45 – 23 (16 - 3) | Grèce | Greveskogen idrettsbane, Tønsberg < 100 spectateurs Arbitre : George Mossford |
| 10 mai 2014 | Essai(s) : Hedger (8e), Duchene (32e), Barral (46e), T. Barnes (64e), Sourlas (66e), S. Barnes (76e) Transformation(s) : Hedger 3 (47e, 64e, 66e) Pénalité(s) : Hedger 3 (21e, 38e, 61e) |                  | Essai(s) : Fiotakis 3 (55e, 75e, 79e) Transformation(s) : Dagdelenis (75e) Pénalité(s) : Lagousis 2 (28e, 50e) | Greveskogen idrettsbane, Tønsberg < 100 spectateurs Arbitre : George Mossford |
| 10 mai 2014 | |                  | | Greveskogen idrettsbane, Tønsberg < 100 spectateurs Arbitre : George Mossford |

| 10 mai 2014 | Luxembourg | 27 – 7 (13 - 0) | Finlande                                                | Stade Josy-Barthel, Luxembourg 800 spectateurs Arbitre : Maxime Burlet |
| 10 mai 2014 | Essai(s) : de pénalité (24e), Vimond (42e), Rossa (59e) Transformation(s) : Browne 3 (25e, 43e, 60e) Pénalité(s) : Browne 2 (6e, 40e) |                 | Essai(s) : Lammi (75e) Transformation(s) : Grader (76e) | Stade Josy-Barthel, Luxembourg 800 spectateurs Arbitre : Maxime Burlet |
| 10 mai 2014 | |                 |                                                         | Stade Josy-Barthel, Luxembourg 800 spectateurs Arbitre : Maxime Burlet |

| 31 mai 2014 | Finlande | 29 – 25 (7 - 20) | Bosnie-Herzégovine | Stade Paavo-Nurmi, Turku 200 spectateurs Arbitre : Marcin Zeszutek |
| 31 mai 2014 | Essai(s) : Harrison (40e+4), Finell (43e), Viljanen 2 (55e, 60e) Transformation(s) : Majanen 3 (40e+5, 44e, 56e) Pénalité(s) : Majanen (52e) |                  | Essai(s) : Zadić (6e), Glavaš (33e), Turčinović (66e) Transformation(s) : Vehabović 2 (7e, 34e) Pénalité(s) : Vehabović 2 (15e, 38e) | Stade Paavo-Nurmi, Turku 200 spectateurs Arbitre : Marcin Zeszutek |
| 31 mai 2014 | |                  | | Stade Paavo-Nurmi, Turku 200 spectateurs Arbitre : Marcin Zeszutek |

## Division 3

### Formule
Un Tournoi sera organisé chaque année chez un des pays de cette division (un tournoi saison 2012-2013 et un autre tournoi lors de la saison 2013-2014). À la fin du Tournoi de 2013-2014, l'équipe ayant obtenu le plus grand nombre de points terrain sur les rencontres jouées sur les deux saisons montera en Division 2D. L'Estonie s'est retiré du tournoi au dernier moment.

### Classement
| Rang | Pays        | J | V | N | D | Bo | Bd | Pm  | Pe  | Diff | Pts |
| ---- | ----------- | - | - | - | - | -- | -- | --- | --- | ---- | --- |
| 1    | Turquie     | 4 | 4 | 0 | 0 | 4  | 0  | 173 | 15  | +158 | 20  |
| 2    | Slovaquie   | 4 | 2 | 0 | 2 | 0  | 0  | 52  | 115 | -63  | 8   |
| 3    | Azerbaïdjan | 4 | 0 | 0 | 4 | 0  | 0  | 32  | 127 | -95  | 0   |

|  | Promu en Division 2D (no 1). |

### Détail des résultats
Matchs aller
| 11 novembre 2012 | Turquie | 34 - 6 (12 - 6) | Slovaquie                                        | Kazim Gül Stadium, Kemer Arbitre : Frédéric Gracianette |
| 11 novembre 2012 | Essai(s) : Sürer 2 (5e, 62e), Çavuş 2 (26e, 56e), Galal (48e), Erdener (67e) Transformation(s) : Sürer 2 (27e, 49e) |                 | Pénalité(s) : Kučera (15e) Drop(s) : Kučera (9e) | Kazim Gül Stadium, Kemer Arbitre : Frédéric Gracianette |
| 11 novembre 2012 | |                 |                                                  | Kazim Gül Stadium, Kemer Arbitre : Frédéric Gracianette |

| 14 novembre 2012 | Slovaquie | 25 – 16 (12 - 6) | Azerbaïdjan                                                                                              | Kazim Gül Stadium, Kemer Arbitre : Frédéric Gracianette |
| 14 novembre 2012 | Essai(s) : Rabara (15e), Pa. Kozubík (40e), Mihalka (55e) Transformation(s) : Kučera 2 (40e, 55e) Pénalité(s) : Kučera 2 (45e, 70e) |                  | Essai(s) : Aliyev (76e) Transformation(s) : Nasrullayev (76e) Pénalité(s) : Nasrullayev 3 (6e, 25e, 53e) | Kazim Gül Stadium, Kemer Arbitre : Frédéric Gracianette |
| 14 novembre 2012 | |                  | | Kazim Gül Stadium, Kemer Arbitre : Frédéric Gracianette |

| 17 novembre 2012 | Turquie | 53 – 3 (34 - 3) | Azerbaïdjan                     | Kazim Gül Stadium, Kemer Arbitre : Frédéric Gracianette |
| 17 novembre 2012 | Essai(s) : Kalabaş 3 (12e, 30e, 47e), Boz (15e), Kılıçkaya (31e), Kurt (36e), Topal (44e), Sürer (57e) Transformation(s) : Sürer 5 (15e, 31e, 36e, 44e, 57e) Pénalité(s) : Sürer (7e) |                 | Pénalité(s) : Nasrullayev (18e) | Kazim Gül Stadium, Kemer Arbitre : Frédéric Gracianette |
| 17 novembre 2012 | |                 |                                 | Kazim Gül Stadium, Kemer Arbitre : Frédéric Gracianette |

Matchs retour
| 17 novembre 2013 | Slovaquie                                                                                          | 18 - 10 (6 - 5) | Azerbaïdjan                             | Bratislava Arbitre : Csaba Priskin |
| 17 novembre 2013 | Essai(s) : Ujček (65e), Morgan (76e) Transformation(s) : Puha (66e) Pénalité(s) : Puha 2 (6e, 37e) |                 | Essai(s) : Useynov (34e), Gubadov (44e) | Bratislava Arbitre : Csaba Priskin |
| 17 novembre 2013 | |                 |                                         | Bratislava Arbitre : Csaba Priskin |

| 20 novembre 2013 | Turquie | 31 - 3 (24 - 3) | Azerbaïdjan             | Bratislava Arbitre : Štěpán Čekal |
| 20 novembre 2013 | Essai(s) : Levent Durmuş 2 (2e, 10e), Bakar (35e), Zapçı (40e), Kalabaş (45e) Transformation(s) : Sürer 3 (3e, 40e+1, 46e) |                 | Drop(s) : Gubadov (28e) | Bratislava Arbitre : Štěpán Čekal |
| 20 novembre 2013 | |                 |                         | Bratislava Arbitre : Štěpán Čekal |

| 23 novembre 2013 | Slovaquie                | 3 - 55 (3 - 31) | Turquie | Bratislava 100 spectateurs Arbitre : Matej Razga |
| 23 novembre 2013 | Pénalité(s) : Puha (11e) |                 | Essai(s) : Bozkurt 3 (14e, 17e, 40e), Sürer 2 (25e, 63e), Zapçı 2 (37e, 52e), Demircan (47e), Kalabaş (80e+5) Transformation(s) : Sürer 5 (15e, 38e, 40e+1, 47e, 80e+6) | Bratislava 100 spectateurs Arbitre : Matej Razga |
| 23 novembre 2013 |                          |                 | | Bratislava 100 spectateurs Arbitre : Matej Razga |

## Barrages montée/descente

### 2edivision2B -4edivision2A
| 21 juin 2014 | Lettonie                                                                                     | 10 – 16 (10 – 3) | Croatie                                                                                        | RFS stadions, Riga 250 spectateurs Arbitre : Alexey Bryzgalin |
| 21 juin 2014 | Essai(s) : Zalcmanis (29e) Transformation(s) : K.Bērziņš (30e) Pénalité(s) : K.Bērziņš (16e) |                  | Essai(s) : Newton (66e) Transformation(s) : Newton (67e) Pénalité(s) : Newton 3 (8e, 50e, 53e) | RFS stadions, Riga 250 spectateurs Arbitre : Alexey Bryzgalin |
| 21 juin 2014 |                                                                                              |                  |                                                                                                | RFS stadions, Riga 250 spectateurs Arbitre : Alexey Bryzgalin |

### 2edivision2C -4edivision2B
| 24 mai 2014 | Hongrie | forfait (–) | Danemark |  |
| 24 mai 2014 |         |             |          |  |
| 24 mai 2014 |         |             |          |  |

### 2edivision2D -4edivision2C
| 7 juin 2014 | Bosnie-Herzégovine                                               | 12 – 26 (5 – 23) | Autriche | stadion Luke, Tešanj 450 spectateurs Arbitre : Afonso Nogueira |
| 7 juin 2014 | Essai(s) : Durgut 2 (15e, 65e) Transformation(s) : Subašić (65e) |                  | Essai(s) : Reiseneder (36e), Waidmann (40e+2) Transformation(s) : Navas 2 (36e, 40e+2) Pénalité(s) : Navas 4 (5e, 10e, 32e, 50e) | stadion Luke, Tešanj 450 spectateurs Arbitre : Afonso Nogueira |
| 7 juin 2014 |                                                                  |                  | | stadion Luke, Tešanj 450 spectateurs Arbitre : Afonso Nogueira |